# Gesoriacum

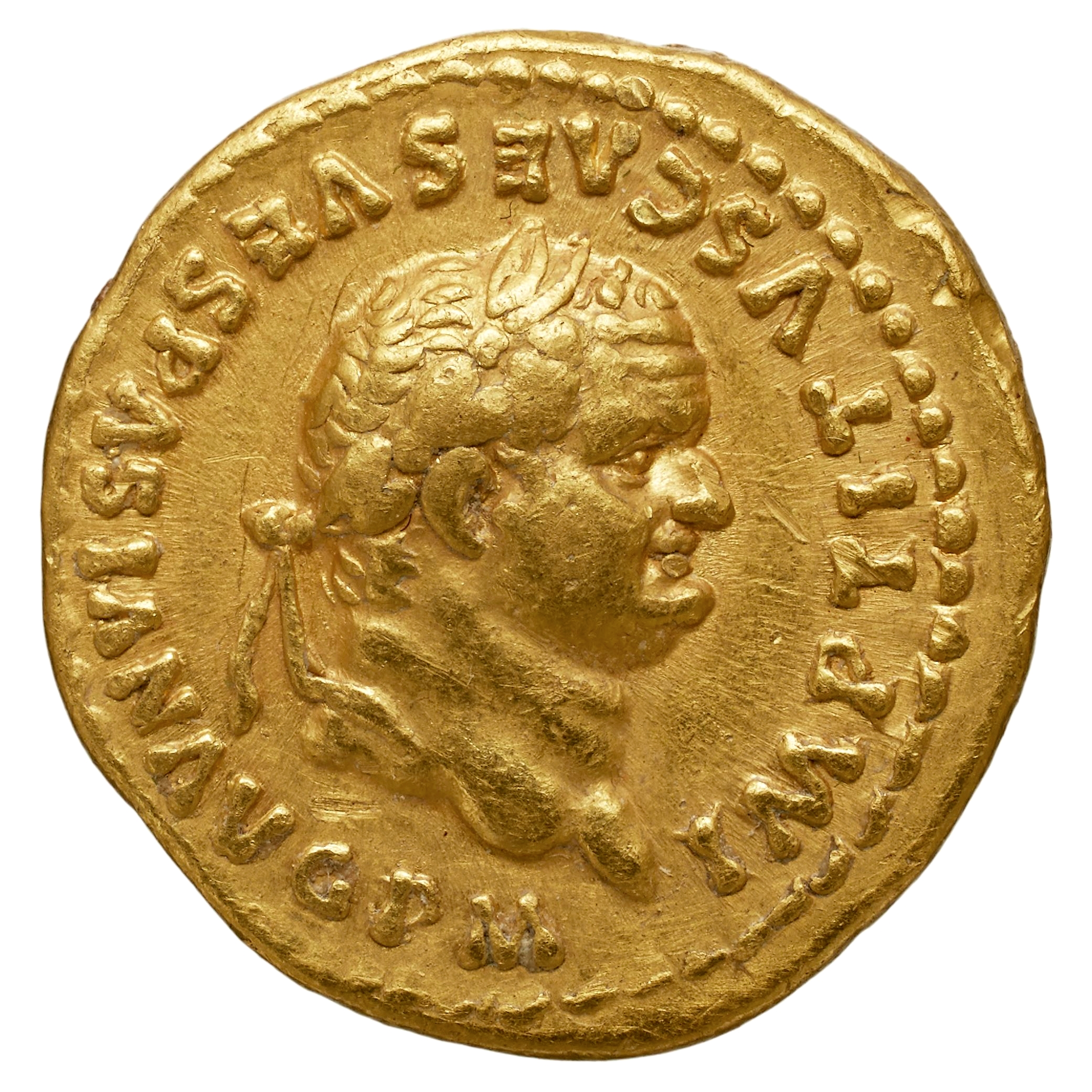
Aureus des Titus

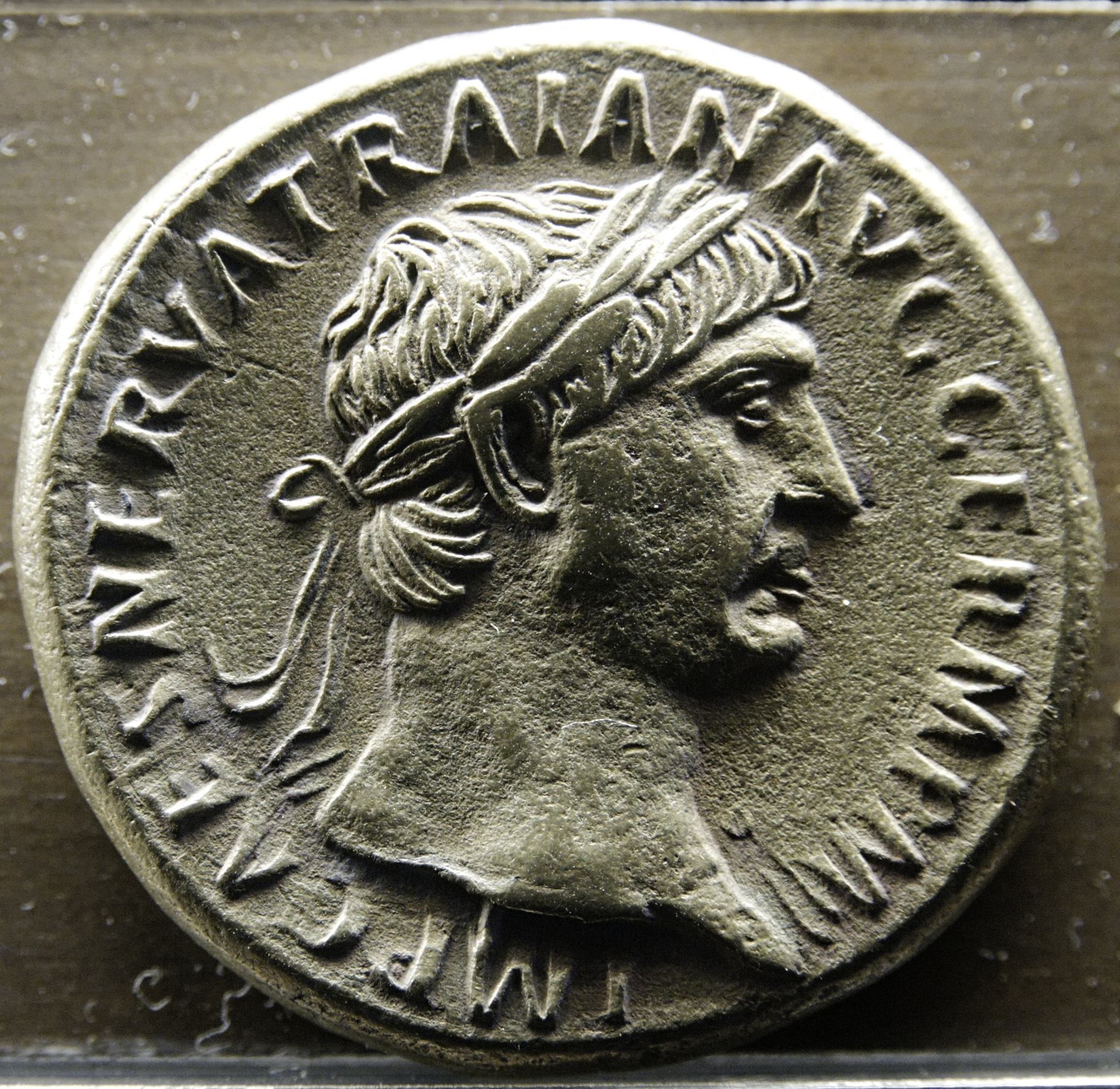
Münzportrait des Trajan

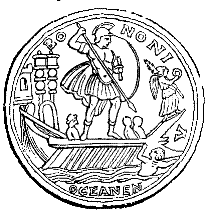
Abzeichnung einer Münze des Constans mit der Namensnennung Bononia-oceanen[sis] (4. Jahrhundert)

Gesoriacum (später Bononia) war eine römische Hafenstadt am Ärmelkanal. Sie befand sich auf dem Stadtgebiet des heutigen Boulogne-sur-Mer im Département Pas-de-Calais, Region Hauts-de-France in Frankreich.
Die Mündung der Liane war 55 v. Chr. und 43 n. Chr. Ausgangspunkt zweier großangelegter römischer Landungsunternehmen auf der britischen Insel. Die anschließend dort gegründete Flottenbasis avancierte im späten 1. Jahrhundert n. Chr. zu einem Knotenpunkt des Waren- und Personenverkehrs mit Britannien, dem Mittelmeerraum und dem Rhein. Seine strategisch günstige Position ermöglichte es den Römern, den Schiffsverkehr nach Britannien zu kontrollieren bzw. auch zu unterbinden. Das Kastell in der heutigen Oberstadt fungierte als Hauptquartier der größten Provinzflotte des römischen Imperiums. Nach seiner Zerstörung im 3. Jahrhundert wandelte es sich zur Festungsstadt Bononia. Für vier Jahrhunderte bündelten sich dort die wichtigsten Land- und Seewege, die Britannien mit den übrigen Provinzen des Römischen Reiches verbanden. Der Abzug Roms von der britischen Insel im frühen 5. Jahrhundert und der Zerfall des Weströmischen Reiches markierten auch das Ende der römisch geprägten Stadt. Der Hafen behielt aber seine ursprüngliche Funktion bis ins Hochmittelalter bei.

## Name
Der Ort könnte auch mit dem bei Caesar genannten Portus Itius (Ikt-ios = Hafen (der Morini) am Kanal/Mare Iktios) identisch sein, er scheint aber nach seinen Britannienkampagnen nicht mehr in den antiken Quellen auf. Nur in der Geographica des Claudius Ptolemäus wird Itium unmittelbar vor Gesoriacum genannt. Der Name Gesoriacum (griech. Γησοριακόν) wird bei Florus (Bellorum Romanorum libri duo) zitiert, der sich auf die Jahre 12 bis 9 v. Chr. bezieht. Leider ist dieser für die lokale Geschichte so wichtige Text in seiner Genauigkeit umstritten und man kann nicht beweisen, dass sein Autor, der ihn im zweiten Jahrhundert verfasste, hierfür die Ortsbezeichnung des ersten Jahrhunderts verwendete. Florus scheint auch der erste Chronist gewesen zu sein, der den Namen Gesoriacum überlieferte. Der Name Bononia (griech. Βονωνία) stand vielleicht ursprünglich für ein keltisches Oppidum, er wird erstmals in einem Brief des Tiberius erwähnt (ILS 9463), der diesen 4 n. Chr. an den Senat und die Bevölkerung der Stadt Aizanoi in Phrygien während seines Feldzuges in Germanien verfasste. Es wäre möglich, dass die beiden Namen Gesoriacum und Bononia ab dem ersten Jahrhundert unserer Zeit gleichzeitig verwendet wurden und vielleicht zwei verschiedene Ortsteile der römischen Stadt bezeichneten. Nach dieser Theorie war demnach Gesoriacum die Unter- und Bononia die Oberstadt.
Der Ursprung beider Namen stammt mit ziemlicher Sicherheit aus dem keltischen.
- Gesoriacum dürfte aus zwei Elementen zusammengesetzt sein. Das erste stammt vom gallo-keltischen Gaesum, die Römer bezeichneten damit einen schweren Wurfspeer, das zweite ist unbekannt. Die Gallier meinten damit wahrscheinlich auch einen Geländesporn oder eine Anhöhe, was gut zum Kastellplateau passen würde, bzw., dass die Hafenstadt nach ihren topographischen Merkmalen benannt wurde.

- Bononia oder Bolonia, leitet sich wahrscheinlich von Bona (= „Gründung, Stadt“) ab. Der Begriff ist auch mit dem gälischen bun verwandt, er bedeutet vermutlich „Fundament, Basis oder Fuß eines Berges“ und hat auch ein walisisches Äquivalent. Er kommt in den von Kelten besiedelten Gebieten relativ oft vor und bezeichnet auch Ebenen am Fuße von Tälern oder Höhenzügen.

Kurz nach der Rückeroberung der Stadt durch Constantius Chlorus verschwindet der Name Gesoriacum aus den Quellen, um, vielleicht aus politischen Gründen, Bononia Platz zu machen. Ein Panegyricus feiert den 293 in Gesoriacum errungenen Sieg über die Truppen des Carausius und lässt so auch eine ungefähre Datierung des Namenswechsels zu. 297 bezeichnete Constantius’ Rhetor die Stadt noch unter ihrem alten Namen (Kap. 6 und 14). Im Jahr 310 nannte sie der Rhetor, der mit der Verkündigung der Laudatio von Constantius betraut war, schon Bononia (VII, Kap. 5). Zwischen beiden Reden lagen nur dreizehn Jahre, es war wahrscheinlich zur selben Zeit, als auch der Pagus Gesoriacus zur selbstverwalteten Stadt, der Civitas Bononiensum, aufstieg. Sie wird auch in der Notitia Galliarum unter den Städten der Provinz Belgica II angegeben. Die Legende am Revers einer Münze des Constans aus dem Jahr 343 nennt die Stadt Bononia-oceanen[sis]. Auch alle nachfolgenden Texte verwenden den Begriff Bononia, darunter einer der Becher von Vicarello (Becher 4).

## Lage

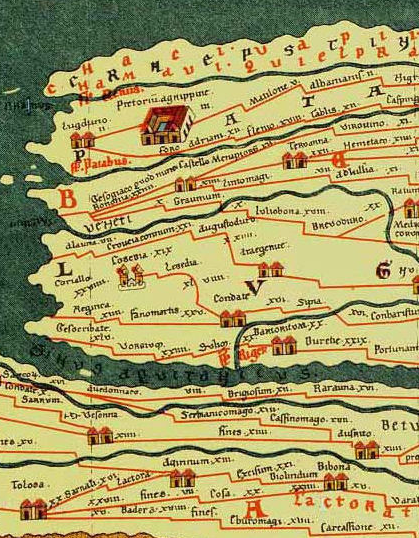
Bononia auf der Tabula Peutingeriana (großes B)

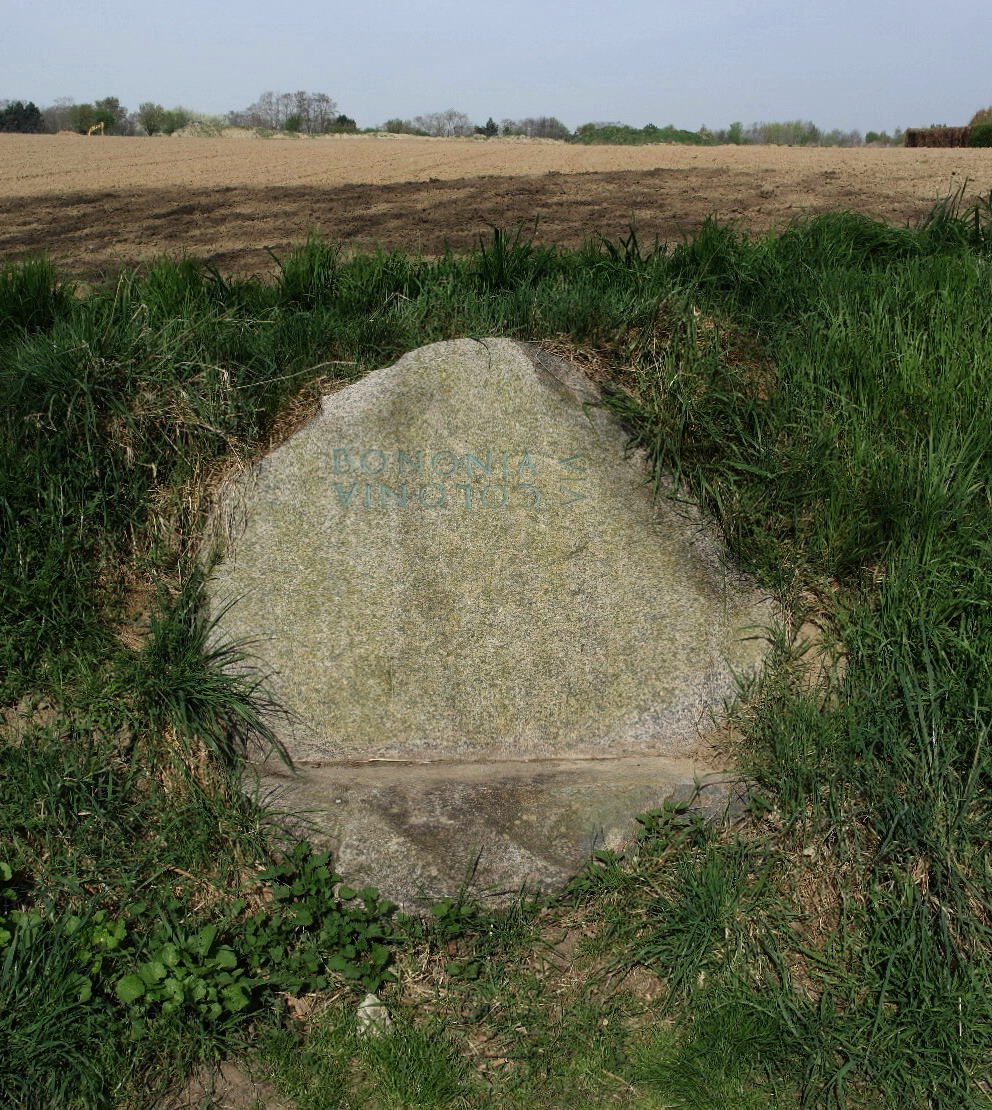
Steinbank mit der Aufschrift BONONIA / COLONIA auf dem Romeinsebaan bei Maastricht, einst Teil der Via Belgica von Boulogne-sur-Mer nach Köln

Das heutige Boulogne-sur-Mer liegt in der Region Picardie in Nordfrankreich, Côte d’Opale, an der Mündung der Liane in den Ärmelkanal. Laut Plinius dem Älteren dort, „...wo die Reise am kürzesten ist, um die Insel Albion zu erreichen...“. Das in den Gallischen Kriegen erwähnte Portus Itius befand sich vielleicht ebenfalls an der Flussmündung, die zu dieser Zeit noch viel breiter und tiefer war. Sie war vor allem durch die Klippen von Châtillon und Outreau vor Sturmfluten gut geschützt, die sich damals noch weiter zum Meer erstreckten, zudem waren sie durch eine nach Westen ausgerichtete Schlucht voneinander getrennt. Camille Jullian vermutete den von Julius Caesar in seinem Werk Über den Gallischen Krieg erwähnten Hafen im Bereich der heutigen Unterstadt von Boulogne-sur-Mer. Eine andere Hypothese ist, dass die Einschiffung seiner Truppen auch an einem Strand stattgefunden haben könnte, der 20 km nördlich von Boulogne, beim heutigen Wissant lag, aber heute längst verlandet ist. Die Nordseeküste (Mare Frisicum) hat sich über die Jahrhunderte in diesem Sektor stark verändert. Das betrifft auch die antiken Hafenstandorte. Guy Licoppe wiederum stützte sich auf die Forschungen von Albert Grisart, der Portus Itius am Cap Blanc-Nez vermutete. Mangels archäologischer Beweise wird der tatsächliche Standort des cäsarischen Portus immer noch kontrovers diskutiert.
Gesoriacum zählte zum Territorium der römischen Provinz Gallia Belgica, sein Areal erstreckte sich über den heutigen Bezirk Capécure und die Klippe von Outreau bis auf das Oberstadtplateau. Die Bucht bot zudem ausreichend Liegeplätze für einen größeren Flottenverband. Der Geograph Claudius Ptolemäus erwähnt im zweiten Jahrhundert ein Kap Ition, welches wahrscheinlich mit der Halbinsel Outreau gleichzusetzen ist. In Gesoriacum endeten auch einige bedeutende Römerstraßen.
- Eine verband die Hafenstadt mit Castellum Menapiorum (Cassel), der Civitas der Menapier.
- Die Route (Iter) durch Gravinum bleibt hypothetisch.
- Zwei Fernstraßen führten von Rom über Mediolanum (Mailand), die Civitas Remorum (Reims) und Samarobriva (Amiens) nach Gesoriacum.
- Die Via Belgica, die strategisch wichtigste Verkehrsachse Nordgalliens, führte von Gesoriacum nach Tarvenna (Thérouanne), Atrebatum (Arras), der Provinz Raetien, Aduatuca Tungrorum (Tongres) und der Colonia Claudia Ara Agrippinensium (Köln). Sie verband die Rheingrenze, an der damals die kampfkräftigsten Legionen Roms stationiert waren, direkt mit der Kanalküste.
- Weiters ist aus den Schriften des Geographen Strabon bekannt, dass Marcus Vipsanius Agrippa während der Regierungszeit des Kaisers Augustus 20/19 v. Chr. eine von Lugdunum (Lyon) über Durocortorum (Reims), Augusta Suessionum (Soissons), Noviomagus (Noyon) und Amiens nach Gesoriacum führende Straße errichten ließ. Sie verband Südgallien mit der nordfranzösischen Küste.

Die Zusammenführung so vieler wichtiger römischer Straßen der Provinz Gallia Belgica in Gesoriacum zeugt von der Absicht Roms, den gesamten Landverkehr Nordgalliens auf diesen Hafen und damit auch den Seehandel dort zu konzentrieren.

## Forschungsgeschichte
Die Oberstadt war zumindest ab flavianischer Zeit besiedelt. Dies wird durch die jüngste Entdeckung einer Reihe von Wasserbecken und durch Fundbeschreibungen aus dem 19. Jahrhundert bestätigt. Einige der römischen Gebäudereste unter der Basilique Notre Dame dürften zu einem repräsentativen Gebäude gehört haben. Die bei den – örtlich sehr begrenzten – Ausgrabungen des 19. Jahrhunderts erbrachten Befunde lassen annehmen, dass die Stadt durch einen Großbrand zerstört wurde. Wann genau diese Katastrophe stattfand, konnte nicht eruiert werden. Den Datierungshinweis lieferte jedoch eine Grabungskampagne in Bréquerecque, die zwischen 1823 und 1828 vorgenommen wurde. Im südlichen Teil des Grabungsareals, welches nach einem Brandereignis aufgegeben wurde, um später Platz für eine Nekropole zu machen, wurde nur eine Münze aus der Zeit der Kaiser des Imperium Galliarium geborgen, im Gegensatz zu einer Fülle von Münzen aus der Zeit des Postumus (260–268) und Tetricus I. (271–274), die in der Oberstadt gefunden wurden. Gesoriacum/Bononia blieb also nicht von den Einfällen der Barbaren im 3. Jahrhundert verschont und lässt vermuten, dass die Unterstadt damals fast völlig verlassen war. Von 1823 bis in die ersten Jahre des 20. Jahrhunderts gruben die Archäologen Haigneré, Hamy und Sauvage vor allem im Vorort Bréquerecque und im Gräberfeld von Vieil-Atre. Bei Forschungsarbeiten im Jahr 1967 wurden die ersten Überreste des Flottenlagers lokalisiert (Ausgrabungen unter Seillier, Gosselin und dem Cercle archéologique de la Côte d’Opale). 1990 wurde ein kommunaler archäologischer Dienst ins Leben gerufen, der seither immer wieder Ausgrabungen im Bereich des alten Hafens und der Oberstadt vornimmt. Ausgrabungen an der Notre-Dame-Basilika lieferten u. a. neue Hinweise auf die Existenz des ersten Flottenlagers in der zweiten Hälfte des 1. Jahrhunderts n. Chr. Zweihundert Jahre archäologischer Forschung haben es auch ermöglicht, das Aussehen des römischen Hafens im 2. und 3. Jahrhundert annähernd zu rekonstruieren. Die archäologischen Funde befinden sich im Stadtmuseum von Boulogne.

## Entwicklung

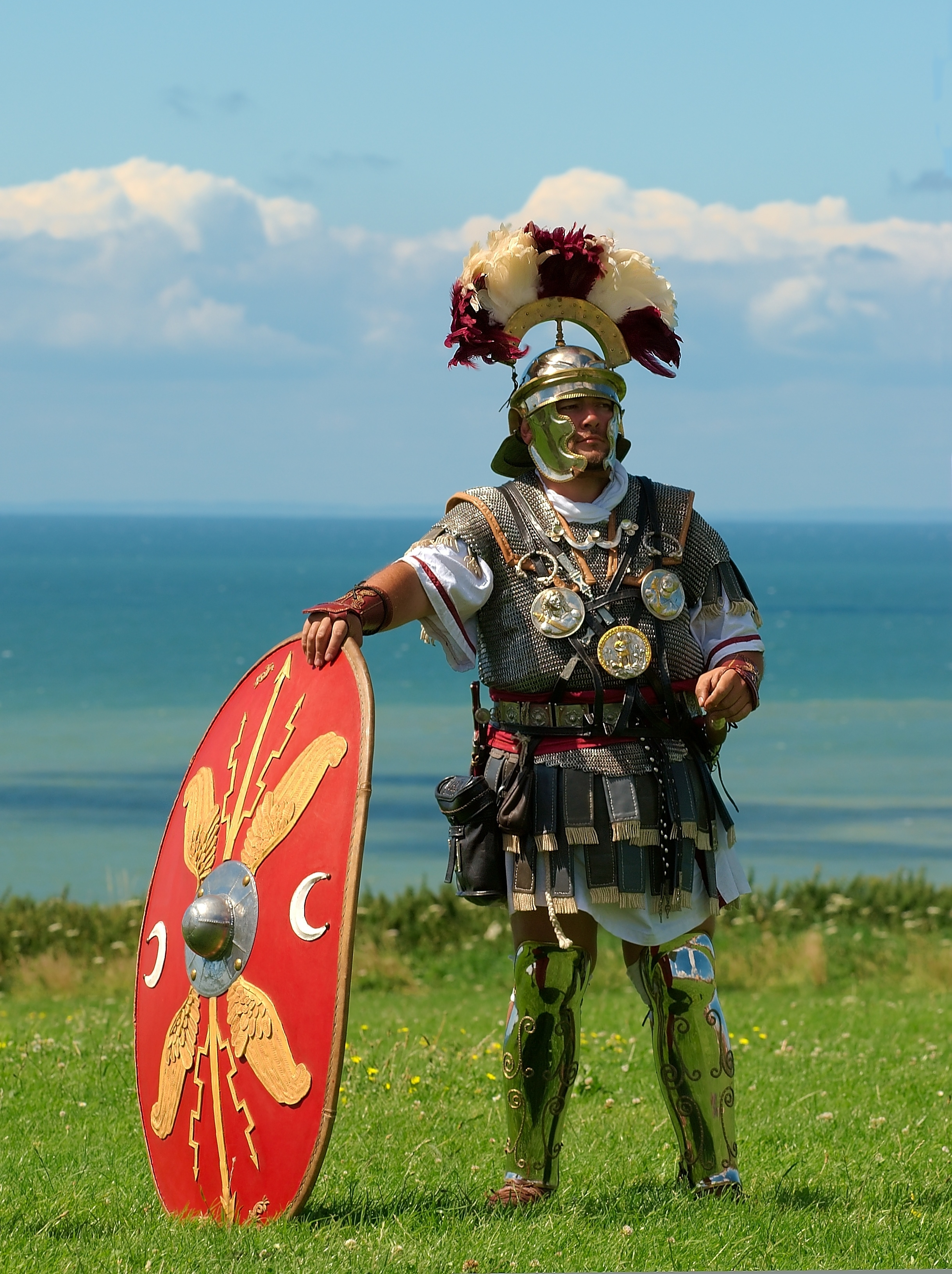
Zenturio in der Ausrüstung des späten 1. Jahrhunderts

Idealrekonstruktion der Hafenstadt im 2. Jahrhundert

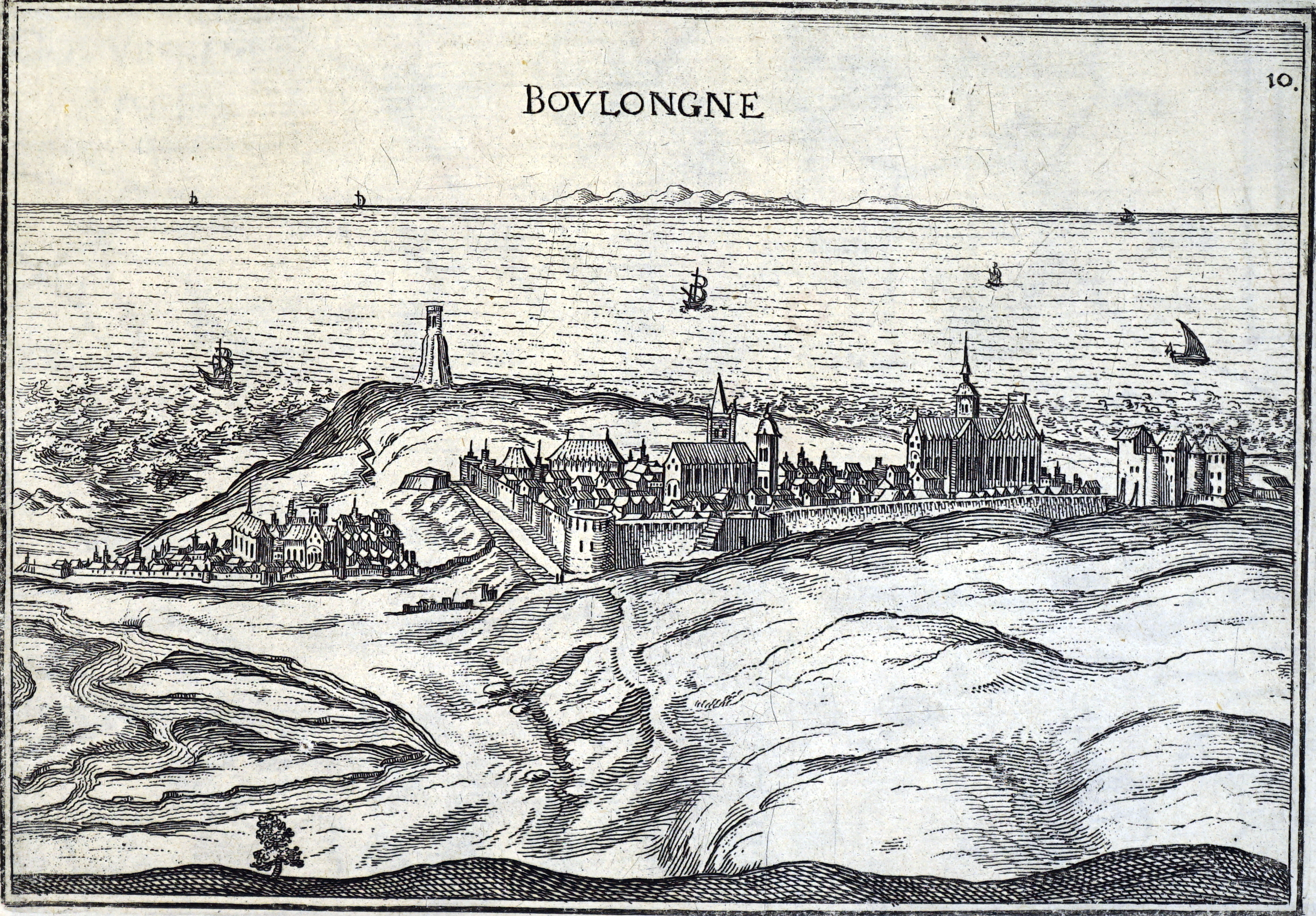
Ansicht von Boulougne im Jahr 1634, im Hintergrund der Tour d'Ordre

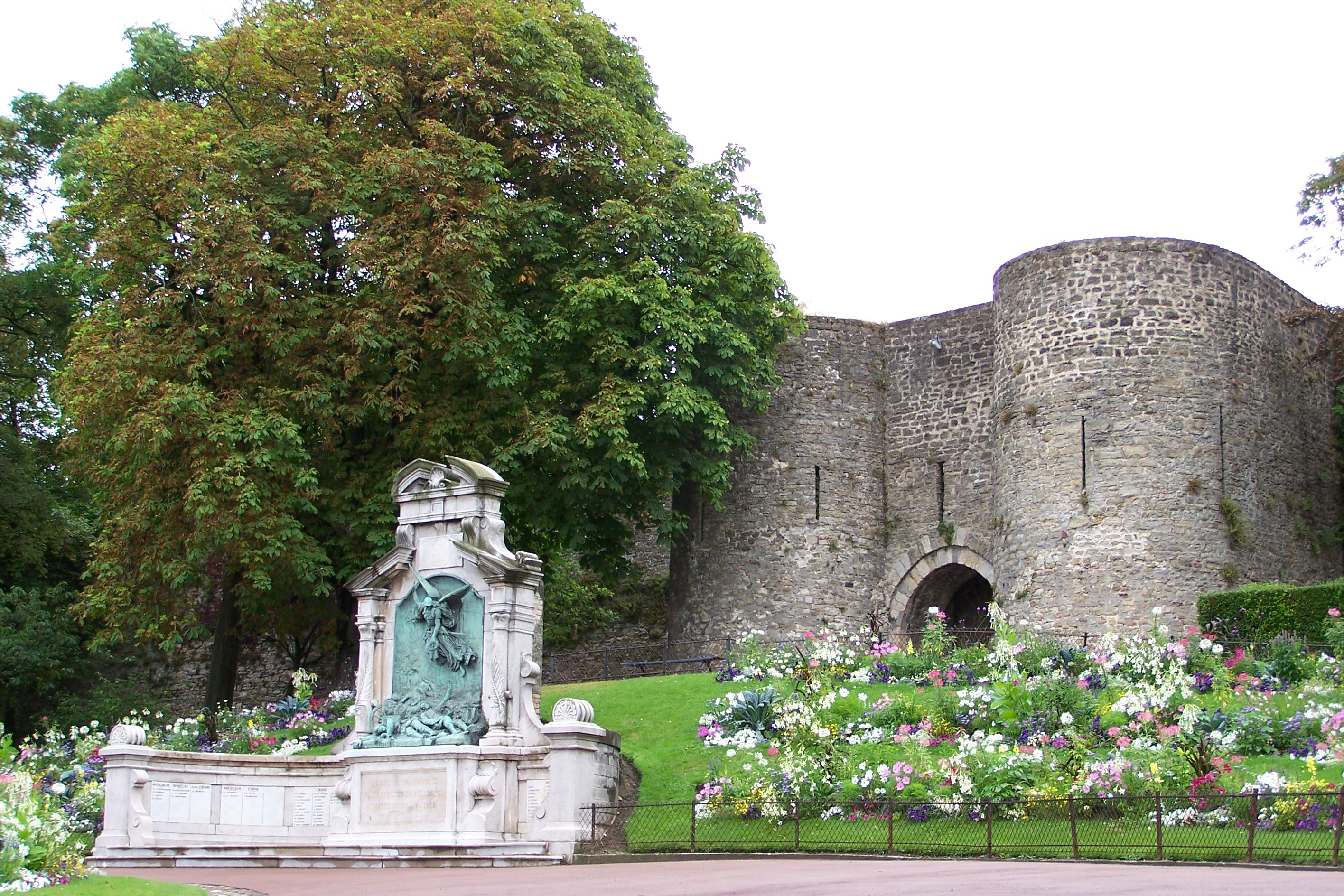
Mittelalterliche Porte des Degrés in der Oberstadt, sie steht mutmaßlich über den Resten der Porta Praetoria (Südtor)

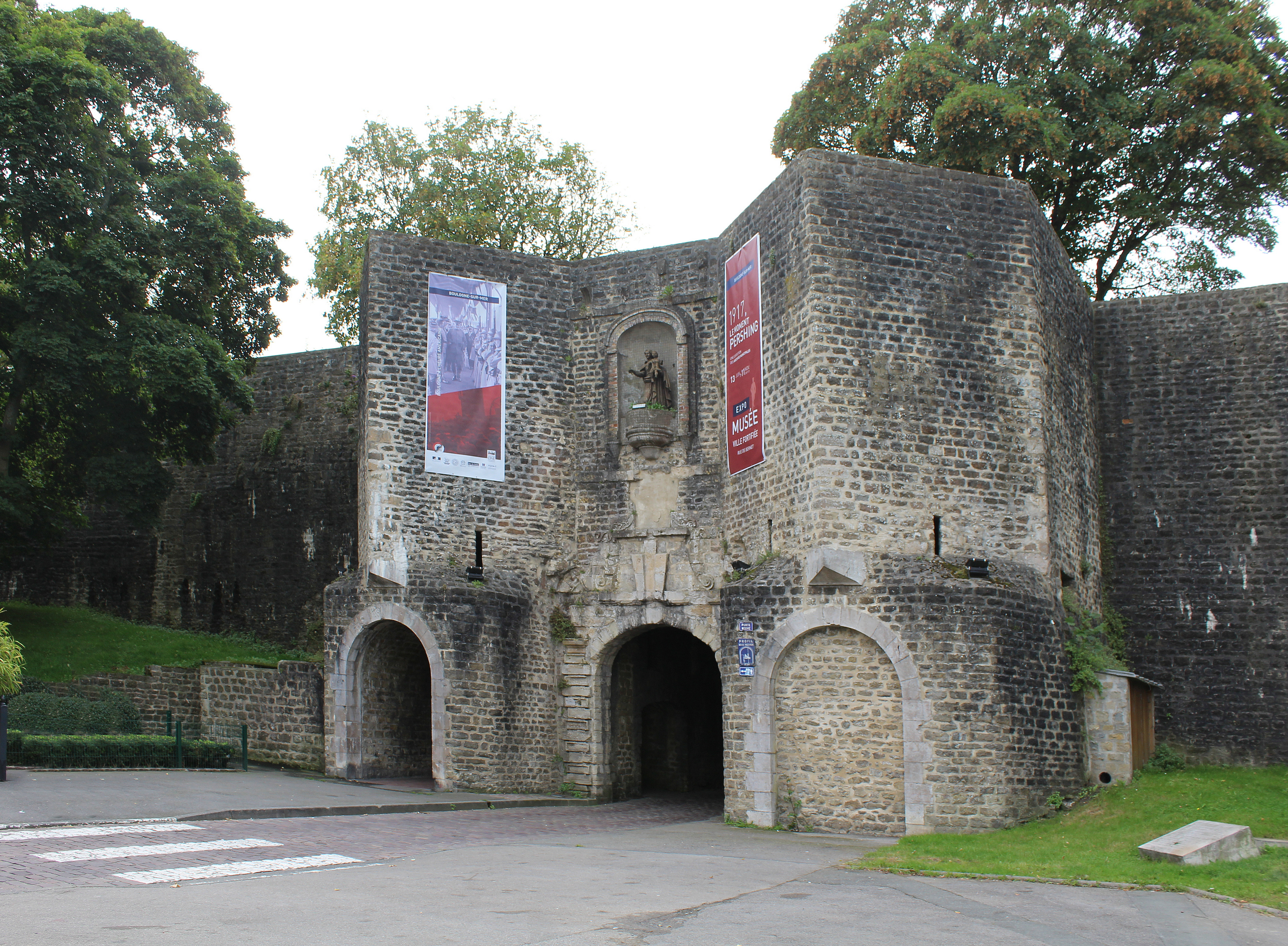
Mittelalterliche Porte Neuve (früher Porte Calais) in der Oberstadt, sie steht mutmaßlich über den Resten der Porta Decumana (Nordtor)

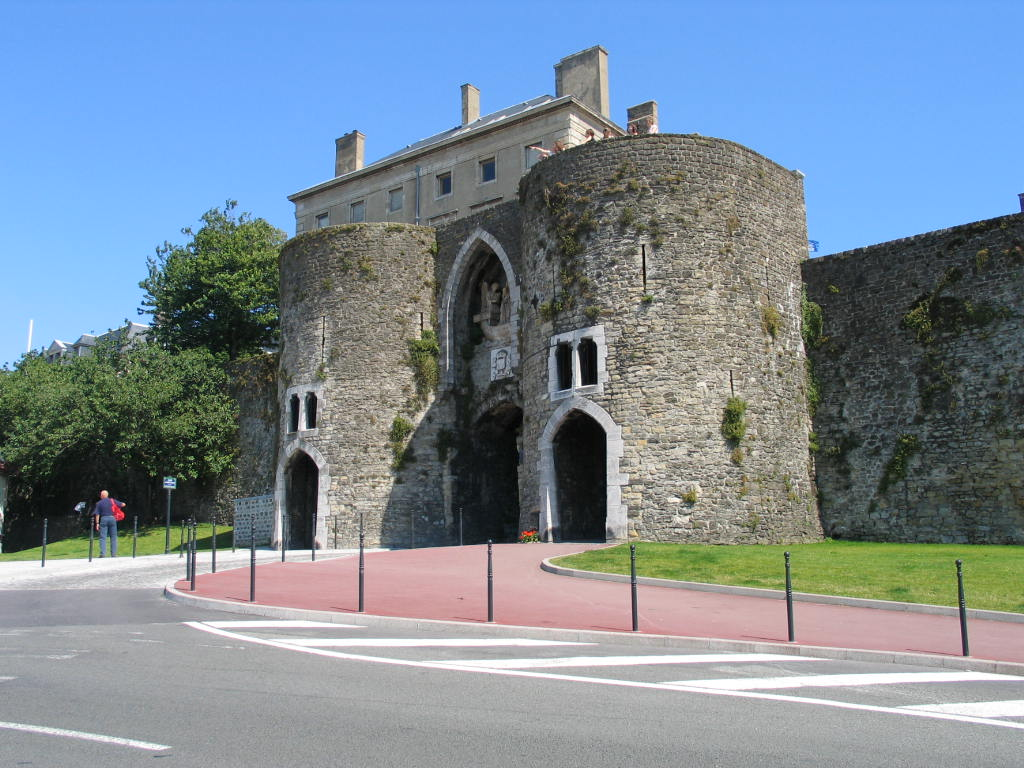
Mittelalterliche Porte des Dunes in der Oberstadt, sie steht mutmaßlich über den Resten der Porta Principalis Dextra (Westtor)

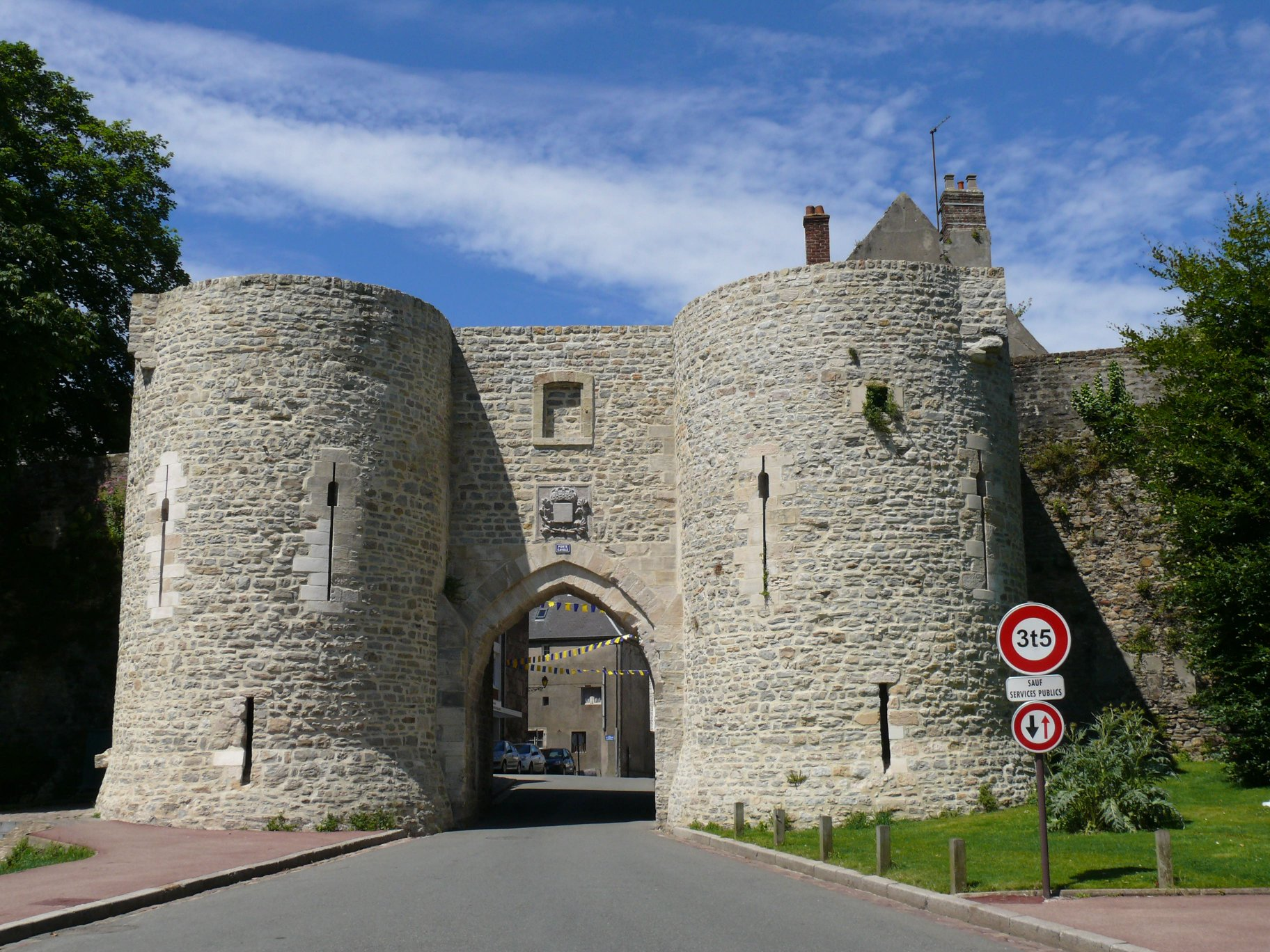
Mittelalterliche Porte Gayolle in der Oberstadt, sie steht mutmaßlich über den Resten der Porta Principalis Sinistra (Osttor)

Das Land um die heutige Stadt Boulogne war seit vorgeschichtlicher Zeit vom keltischen Stamm der Moriner bewohnt. Deren Siedlungsgebiet war durch vier Flüsse begrenzt: der Aa und Lys (Norden), der Clarence (Osten) und der Canche (Süden), es entsprach etwa dem heutigen Département Pas-de-Calais. Der Dichter Vergil nannte sie „...extrememi hominum Morini, d. h. die Männer, die am anderen Ende der (bekannten) Welt leben“.

### Zeitenwende bis 2. Jahrhundert
Wenn es zutrifft, dass sich das in den Gallischen Kriegen des Julius Cäsar erwähnte Portus Itius an der Mündung der Liane befand, beginnt die römische Ära von Boulogne mit der Vorbereitung der Landung von Caesars Legionen in Britannien im Jahre 55 v. Chr. Es wird berichtet, dass das Lager aber schon ab 49 v. Chr. angelegt wurde. Der Feldherr hat mit ziemlicher Sicherheit die günstigen Bedingungen vor Ort und die lokale Bevölkerung, die die Tücken der lokalen Seewege gekannt haben mussten, in seine Invasionspläne einbezogen. Für seine zweite Britannienexpedition – im Jahr 54 – soll er dort mehr als 80 Transportschiffe versammelt haben. Diese beiden Feldzüge hatten jedoch vorerst keine weiteren Konsequenzen für die Unabhängigkeit der britischen Inseln. Laut einer Passage bei Florus soll in Gesoriacum zwischen 12 und 9 v. Chr. eine Flotte auf Kiel gelegt worden sein, die ursprünglich die Operationen des Drusus gegen germanische Stämme unterstützen sollte. Derzeit sind jedoch keinerlei archäologische oder schriftliche Quellen für die Existenz einer dort stehenden Flotte in dieser Zeit bekannt. Für seinen Nachfolger Augustus stand die Konsolidierung seiner Herrschaft in Hispanien, den Alpenregionen und Germanien im Vordergrund. Dennoch wurden die wichtigsten Fernstraßen zur Liane-Mündung während des Aufbaus des Straßennetzes in Nordgallien durch Agrippa – gegen Ende des ersten vorchristlichen Jahrhunderts – massiv ausgebaut und gesichert. Dies zeigt, dass dieses Projekt von Rom wohl nur aufgeschoben worden war. Der Ort wurde offensichtlich schon lange vor dem Feldzug von 43 als Ausgangspunkt gewählt, das genaue Gründungsdatum der römischen Hafenstadt ist allerdings nicht bekannt.
Kaiser Caligula soll 39 n. Chr. dort ebenfalls eine Armee zusammengezogen haben, um mit ihr in Britannien zu landen, was aber aufgrund einer Meuterei misslang. Die Invasion der Insel wurde schließlich im Jahr 43 unter Claudius, Caligulas Nachfolger, in Gang gesetzt. Laut den Chronisten Plinius und Pomponius Mela sollen sich hierfür vier Legionen im Hafen von Gesoriacum eingeschifft haben. Bald danach begab sich auch der Kaiser nach Gesoriacum, um von dort nach Britannien überzusetzen. Trotz eines enormen Aufwands an Menschen und Material blieb die Eroberung der Insel zu Lebzeiten des Kaisers unvollendet. Aber über Gesoriacum und seinem Hafen verlief ab da die militärische und wirtschaftliche Hauptschlagader der neu eroberten Provinz. Bei den Grabungen am Palais de Justice wie auch an den anderen Orten in der Oberstadt wurden jedoch keine Überreste aus neronisch-claudischer Zeit gefunden. Es ist möglich, dass erst in den letzten Jahren des ersten Jahrhunderts oder Anfang des zweiten Jahrhunderts auf dem Oberstadtplateau ein erstes Holz-Erde-Kastell entstand, aber sicher wohl erst nach Beginn der Okkupation Britanniens. Terminus post quem ist der Fund einer stark abgegriffenen Münze des Titus in einem Fundament der Bauphase I. In der Rue de Lille stieß man zudem auf eine Müllgrube die zwischen 110 und 120 befüllt wurde. Wie dem auch sei, seit dem 1. Jahrhundert fungierte die Hafenstadt wohl schon als Hauptquartier (Navalis) der Classis Britannica die auch für den Transitverkehr nach Portus Dubris (Dover) und Rutupiae (Richborough) zuständig war. Es diente u. a. auch als Zollstation (Portorium) und Stützpunkt des kaiserlichen Kurierdienstes (Cursus publicus). An der Wende vom 2. auf das 3. Jahrhundert wurde das Flottenkastell im britischen Dover aufgegeben, gleichzeitig wurde das Lager in Gesoriacum einer umfassenden Restaurierung unterzogen.

### 3. Jahrhundert
Auch wenn in den antiken Texten dafür keine Hinweise zu finden sind, ist es doch sehr wahrscheinlich, dass der britische Statthalter Clodius Albinus (193–195) mit der britischen Provinzarmee in Gesoriacum landete, um sich danach in der Schlacht bei Lugdunum seinem Rivalen um den Kaiserthron, Septimius Severus (193–211), zu stellen. Der rasche Triumph des Severus über seinen ärgsten Widersacher blieb nicht ohne Auswirkungen auf die Hafenstadt und auch für den römischen Militärapparat am Ärmelkanal und der Nordsee. Am Jahreswechsel von 207 auf 208 überquerte Severus Flotte den Kanal, um einen Feldzug gegen die in Nordbritannien eingefallenen Caledonii zu führen (expeditio felicissima Britannica), dieser sollte fast drei Jahre (208-211) lang andauern. Eine Inschrift, die heute verschollen ist, berichtete, dass sich seine Armee in Gesoriacum einschiffte. Ein Ziel dieser äußerst verlustreichen Militäroperation war wohl auch die Disziplinierung der am Kanal und in Britannien stationierten Truppen die vorher für Albinus gekämpft hatten. Dem Feldzug gingen auch umfassende Vorbereitungsarbeiten, Aufbau einer Logistikinfrastruktur in Britannien und großangelegte Reparaturarbeiten an den gallischen Straßen voraus, wie beispielsweise der Text eines Meilensteins aus der Zeit des Severus belegt, der 2004 in Desvres, etwa zwanzig Kilometer östlich von Boulogne, entdeckt wurde. Mitte des dritten Jahrhunderts setzt, markiert durch die Ermordung des Alexander Severus (222–235), ein lang anhaltender Niedergang (sog. Reichskrise des 3. Jahrhunderts) im Römischen Reich ein. Die Lebensumstände der Provinzialen verschlechterten sich dramatisch, gekennzeichnet auch durch den weitgehenden Zusammenbruch des Fernhandels, der lange den Wohlstand der breiten Bevölkerung gesichert hatte. Die politische Instabilität, befeuert durch die ständigen Kriege zwischen den Usurpatoren führte auch zur ersten großen „barbarischen“ Invasion Galliens (Hortfunde von Ardres und Étaples), für die nordgallischen Provinzen bedeutete dies auch eine wirtschaftliche Katastrophe. Mangels Alternativen schloss sich die überwiegende Mehrheit der gallischen Städte – so auch Gesoriacum – dem sogenannten Imperium Galliarum an, wie auch zahlreiche Münzen seiner Herrscher, Postumus (260–268) und Tetricus I. (271–274), zeigten, die in der Oberstadt gefunden wurden. Während der Barbareneinfälle in den Jahren 256 bis 275 wurde der Kriegshafen anscheinend zerstört und aufgegeben. Auch das Flottenkastell wurde niedergebrannt, wann genau ist unsicher, wahrscheinlich während der Unruhen nach Postumus Ermordung im Jahr 268 oder eventuell auch im Zuge eines Überfalls fränkisch-sächsischer Piraten. Am Ende des 3. Jahrhunderts verlagerte sich der Siedlungsschwerpunkt auf das besser zu verteidigende Hochplateau der Oberstadt und auf dem Areal des alten Flottenlagers entstand die Festungsstadt Bononia. Das Areal des ruinösen Kastells wurde gegen Ende des 3. Jahrhunderts eingeebnet, was wohl mit dem Bau der neuen Stadtmauer einherging. In den antiken Quellen wird auch ihr Hafen wieder als bevorzugter Einschiffungshafen für Britannien genannt. Nach diesen Ereignissen wird die Classis Britannica jedoch nirgends mehr erwähnt, aber Bononia diente wohl auch weiterhin als Kriegshafen.
Die Reichskrise konnte erst während der Regierungszeit von Diokletian und der ersten Tetrarchie (284–305) zum größten Teil überwunden werden. In dieser Zeit wurde Gallien zunehmend durch Überfälle sächsischer und fränkischer Piraten an den Küsten verheert. Um die Jahrhundertwende geriet die Stadt ins Zentrum einer neuen Krise. Laut Aurelius Victor hatte der Flottenpräfekt Carausius 285 den Auftrag erhalten, an der Küste der Belgica und Armorica gegen fränkisch/sächsische Renegaten vorzugehen und dafür eine neue Flotte auszurüsten. Seine Mission scheint sehr erfolgreich gewesen zu sein, aber dennoch wurde Carausius bald danach der Konspiration mit dem Feind, sowie der Unterschlagung der Beute beschuldigt. Er verlor dadurch das Vertrauen des Augustus im Westen, Maximian (286–305) und floh 286 oder 287 deswegen mit seinen Getreuen nach Britannien, laut einem Panegyrikus von 297, indem er „...die Flotte nahm, die früher die Gallier beschützte...“. Die dortigen Provinzen fielen vollständig unter seine Kontrolle; später gelangten zu seinem Machtbereich noch große Teile der gallischen Nordküste hinzu, da ihn die dort ansässigen Franken unterstützten. Im Zuge dessen schwor ihm wohl auch die Garnison von Gesoriacum die Treue. Er residierte ab da nun abwechselnd in Londinium und Gesoriacum/Bononia und baute es zum kontinentalen Brückenkopf seines Machtbereiches aus. Unter Carausius wurde auch das Flottenkommando vorübergehend in Portus Adurni (Portchester) untergebracht, wenig später wurde es wohl nach Rutupiae (Richborough) verlegt. Durch die Unterstützung der britischen und der nordgallischen Provinzen befand er sich damit – vorerst – in einer starken Position. Nach Ernennung von Constantius Chlorus (293) zum Caesar des Westens fiel diesem zuerst die Aufgabe zu, den Nordwesten Galliens wieder in den Reichsverband zurückzuführen und damit dem britischen Usurpator den Zugang zu dem für ihn so wichtigen gallischen Festland abzuschneiden. Er handelte sofort und ging, noch 293, gegen Carausius’ wichtigsten Flottenstützpunkt vor, das von seinen Truppen eingeschlossen und belagert wurde. Indem Constantius einen Damm aufschütten ließ, der die Hafeneinfahrt blockierte, zwang er die Verteidiger der Stadt schon im darauffolgenden Jahr zur Aufgabe. Im Panegyrikus steht hierzu:
„Das gesamte Hafenbecken, in dem sich in regelmäßigen Abständen Ebbe und Flut abwechseln, haben Sie für Schiffe unzugänglich gemacht, indem sie dort Pfähle eingerammt und Felsbrocken versenkt haben.“ Weiters heißt es dazu: „...unmittelbar nachdem die Notwendigkeit und das Vertrauen in Ihre Großzügigkeit die Belagerung beendet haben...“.
Gesoriacum wurde also nicht gestürmt, sondern hatte sich Constantius Truppen offensichtlich weitgehend kampflos ergeben. Bald hatte er auch die letzten Rebellen in Gallien ausgeschaltet. Danach wurden die Franken von den Kanalinseln und der gallischen Küste vertrieben. Gleichzeitig verhinderte auch die stetig wachsende Flotte des Chlorus die vollständige Kontrolle über den Ärmelkanal. Der Verlust der Hafenstadt war für Carausius eine militärische und politische Katastrophe, da sein Aktionsraum nun allein auf das weitgehend isolierte Britannien beschränkt war, schon kurz danach, wurde er, im Zuge einer Palastrevolte, ermordet. 296 war Gesoriacum, neben Rotomagus (Rouen), als Ausgangspunkt für die Rückeroberung Britanniens vorgesehen. Die Invasionsflotte lief mit zwei Geschwadern von Gesoriacum in Richtung Britannien aus. Dichter Nebel verzögerte die Ankunft von Chlorus Schiffen, erlaubte den anderen jedoch, vor ihm in Britannien zu landen und es durch eine einzige Schlacht wieder zurückzuerobern.

### 4. bis 5. Jahrhundert
Auch Constans, von 340 bis 350 Kaiser im Westen, nutzte die Bononia oceansensis im Jahr 343 als Ausgangspunkt für seinen Britannienfeldzug. Die Aufrechterhaltung der Etappenstation für den Cursus publicus kann aus einer Passage bei Ammianus Marcellinus abgeleitet werden. Dort ist von einem Notarius die Rede, die Julian, der Caesar im Westen, 360 dorthin entsandt hatte, um „...niemandem die Möglichkeit zu nehmen, die Meerenge zu überqueren...“. Um steuern zu können, welche Nachrichten den Kanal überquerten, war es unerlässlich, dass Bononia die einzige Station blieb, über die die Postverbindung nach Britannien lief. Im gleichen Jahr verschiffte der Magister militum Lupicinus von dort aus Truppen nach Rutupiae, um in Britannien eingefallene Scoten und Pikten wieder zurückzuwerfen. Ab 364 mussten sich auch die Seestreitkräfte ständig mit ihnen auseinandersetzen, da sie nun auch begannen, von dort aus römisches Territorium anzugreifen. Der Historiker Zosimos berichtet, dass die Hafenstadt am Ende des 4. Jahrhunderts schon stark fränkisch geprägt war (Bononia germanorum). Die dort ansässige fränkische oder sächsische Bevölkerung wurde wohl von den Römern zwischen 250 und 350 als Foederaten angesiedelt oder sie wanderte ab dem 5. Jahrhundert in die Region ein. Zu Beginn des fünften Jahrhunderts landete dort der Usurpator Konstantin III. (407–411), der mit Hilfe der Provinzarmee die Macht in Britannien an sich gerissen hatte und nun die „Soldaten aus ganz Gallien und Aquitanien“ gegen den weströmischen Kaiser Flavius Honorius (384–423) führen wollte. In Zusammenhang mit diesen Ereignis wird die Stadt das letzte Mal in den antiken Quellen erwähnt. In der Nacht des 31. Dezember 406 wurde der Rheinlimes bei Mainz von Vandalen und Sueben überrannt (Rheinübergang von 406). Bononia steht aber nicht auf der Liste der nordgallischen Städte, die von den Germanen verwüstet und ausgeplündert wurden. Sie war wohl noch knapp der ersten Welle der Zerstörung entgangen, aber eine Feuerschicht bezeugt, dass auch sie schließlich von den Invasoren gestürmt worden sein muss. Wann dies geschah, kann nicht eruiert werden, da auch die Geldemissionen zu Beginn des 5. Jahrhunderts in dieser Region versiegen. Diese Episode markiert das Ende der römisch geprägten Stadt, aber nicht die von Bononia, das – zumindest teilweise – wieder aufgebaut worden sein muss. Mit dem endgültigen Verlust Galliens an die Franken und der Auflösung des Weströmischen Reiches setzte jedoch ihr rascher Niedergang ein. Mit Aufgabe der Bretagne durch Rom verlor Boulogne zugunsten anderer Häfen wie Wissant, Ambleteuse oder Sangatte an Bedeutung.

### Poströmische Zeit
Die Provinz Belgica II scheint zu dieser Zeit größtenteils verheert gewesen zu sein, wie man am Ausmaß der zeitgleichen Brandschichten an vielen Orten ablesen konnte. Da die fränkischen Föderaten des Dux Childerich (463) Rom gegen die Barbareninvasoren unterstützt hatten, wurde ihnen die Provinz zur Besiedlung und Verwaltung überlassen. Die Bekehrung – auch des ländlichen Raums – wurde schrittweise und durch die kulturelle Symbiose zwischen Franken und Gallo-Romanen erreicht. Die Taufe des Merowingerkönig Chlodwig (466–511) ebnete schließlich den Weg zu einer vollständigen Christianisierung Galliens. Die Klöster von Saint-Omer, Saint-Saulve und Saint-Vaast sowie die ersten Bischöfe von Thérouanne und Arras waren hierbei bedeutende Akteure. Eine Wiederbelebung Bononia's erfolgte erst wieder unter den Karolingern, da ihr Hafen, der Leuchtturm und die Wehrmauern funktionsfähig geblieben waren. Dies ermöglichte ihr, ihre ursprüngliche Rolle als Waffenplatz im Zuge der normannischen Invasion Englands wiederzuerlangen und die Stadt auch als Grafenresidenz attraktiv zu machen. Sie fungierte ab da bis ins Hochmittelalter hinein erneut als bevorzugter Hafen für Schiffspassagen nach England.

## Flottenkastell

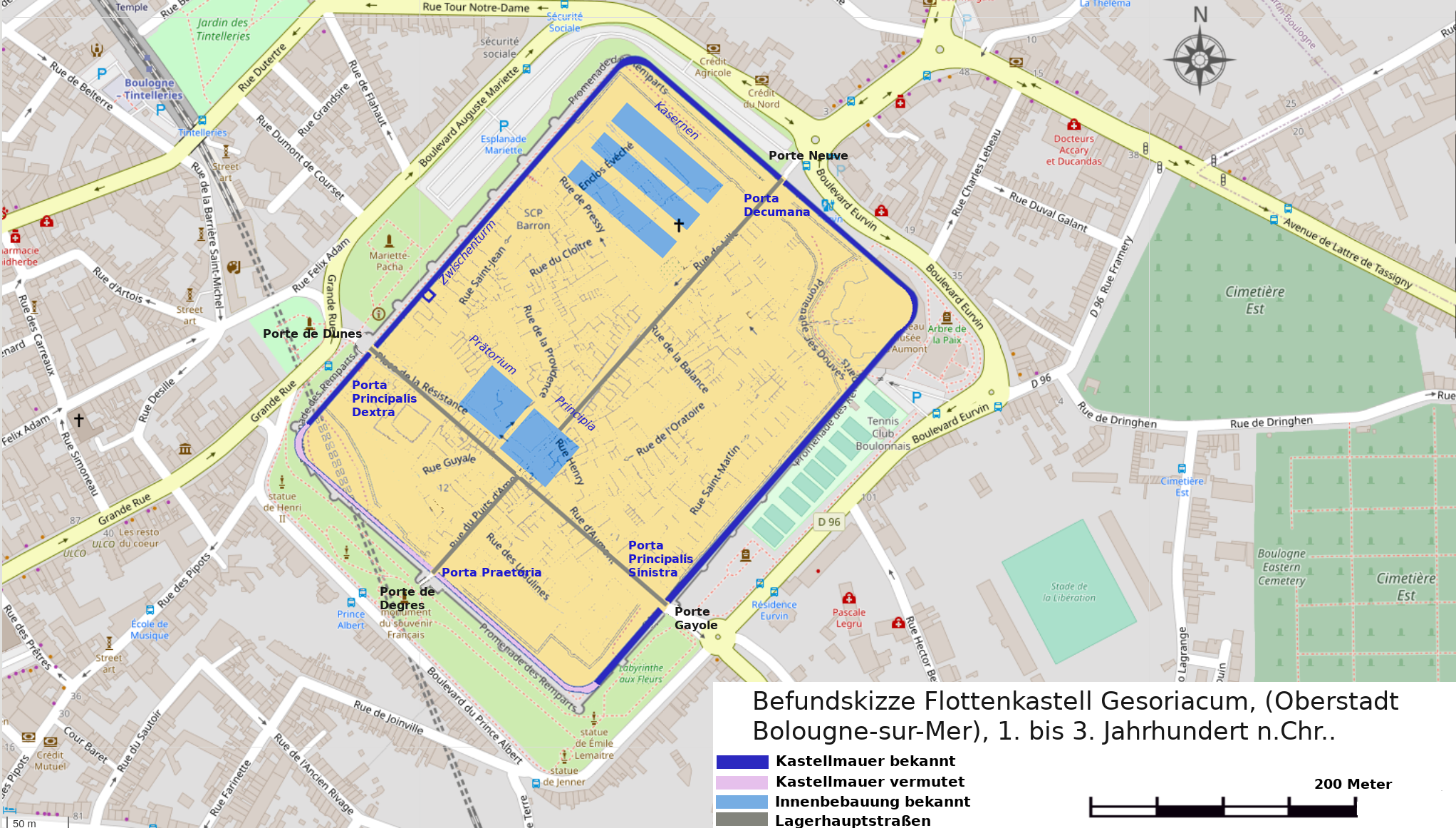
Befundskizze Flottenkastell

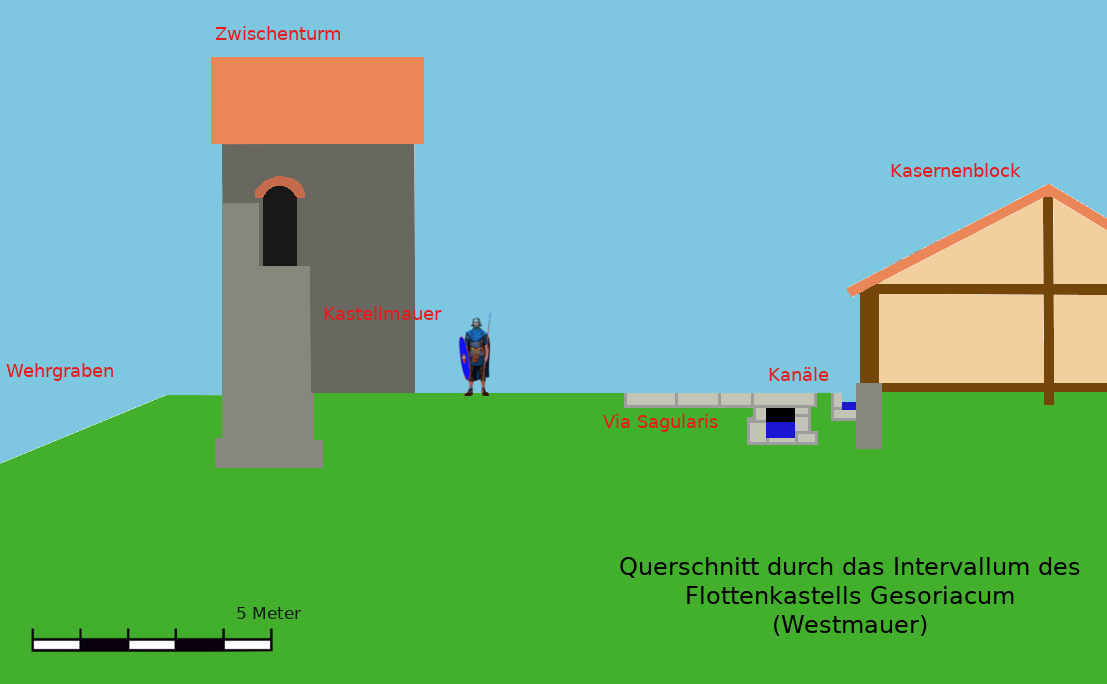
Befundskizze des Intervallum an der Westmauer

Das Kastell von Gesoriacum bedeckte eine Fläche von 12 Hektar, zusammen mit den Einrichtungen neben dem Hafen nahm das Marineareal etwa 20 bis 25 Hektar im Zentrum der heutigen Stadt ein. Die Frühzeit der Besetzung des Kastellareals hinterließ nur wenig Spuren, man barg hauptsächlich Keramik aus der zweiten Hälfte des ersten Jahrhunderts. Seine Errichtung fiel wohl in die Herrschaftszeit des Trajan (98–117), wie Funde in der Raetentura aus den Jahren 110-120 bezeugen. Von den baulichen Veränderungen, die in der Folge vorgenommen wurden, ist die wichtigste eine umfassende Renovierungsphase des Lagerkomplexes in den Jahren zwischen 190 und 200, wahrscheinlich auf Anordnung des Septimius Severus. Die jüngsten Ausgrabungen in der Krypta der Basilika Notre Dame haben den Umfang und den Umfang der Arbeiten gezeigt, die nicht nur auf die Kasernen beschränkt waren. Offenbar wurden dabei auch etliche der Innengebäude von Grund auf erneuert und vergrößert. Die Münzfunde ermöglichten es, auch das Datum seiner Zerstörung festzulegen. Die diesbezügliche Brandschicht enthielt Münzen aus dem späten 3. Jahrhundert, von denen die älteste ein Antoninian aus der Zeit des Claudius II. (268-270) war. Weiters fanden sich reichlich Prägungen des Tetricus (270-274) und ihre Nachahmungen. Die jüngsten Ausgrabungen zeigten, dass die Kasernen (oder einige von ihnen) anscheinend bis 280 instand gehalten wurden.
Man versuchte zuerst die Position des Kastells der Classis Britannica durch Vergleich der Fundorte von deren Ziegelstempel zu bestimmen. Diese Untersuchungen ergaben, dass sie vor allem in der Unterstadt, in der Nähe des Hafens in einem Quadranten um die Rues de l'Ancien Rivage gehäuft auftraten. Hierbei handelte es sich aber wohl z.g.T. um die Überreste der Flottenbasis. Das dazugehörige Kastell konnte aber schließlich im Areal der Oberstadt, innerhalb der mittelalterlichen Stadtmauer, zwischen deren Nordecke und dem Nordwesttor (Porte des Dunes) sowie dem Nordosttor (Porte-Neuve) lokalisiert werden. Bis dato stützen nur wenige Spuren einer früheren Besetzung des Antoninischen Lagers und einige Keramikscherben aus der zweiten Hälfte des 1. Jahrhunderts diese Hypothese. Die Befestigungen des 2. und 3. Jahrhunderts hingegen sind dank der Ausgrabungen recht gut bekannt. Das Steinkastell war von seinen Erbauern in klassischer Manier der frühen und mittleren Kaiserzeit als rechteckige Anlage mit abgerundeten Ecken (Spielkartenform) gestaltet worden. Schon im 19. Jahrhundert wurde erkannt, dass die mittelalterliche Stadtmauer die Fläche eines regelmäßigen Rechtecks (mit abgerundeten Ecken) von rund 400 × 300 m umschließt. Die Mauerreste des mittelkaiserzeitlichen Militärlagers und des spätantiken Walls liegen sehr nahe beieinander. Sie wurden nur wenige Meter voneinander entfernt errichtet, an deren Perimeter verläuft heute auch die mittelalterliche Stadtmauer. 1978 stieß man in den Gärten des Bischofspalastes auf die Mauer der spätantiken Festungsstadt, die wohl vom Ende des dritten Jahrhunderts stammt und teilweise im aufgefüllten Wehrgraben des Flottenlagers stand, der ihr als Fundamentgraben diente. Die Grenzen und die interne Bebauung des Flottenlagers wurden durch die Freigabe des Geländes auf dem ehemaligen Bischofspalast und den Ausgrabungen in der Straße Saint-Martin im Jahr 1989 präzisiert.

### Umwehrung
Die 1,8 m breite Mauer des 2. Jahrhunderts konnte von den Archäologen über eine Länge von 62 Metern verfolgt werden. Sie war noch bis zu einer Höhe von 1,80 bis 2 m, teilweise auch über 2,90 m (im nordöstlichen Teil) erhalten, in regelmäßigen Abständen mit rechteckigen, innen angesetzten Türmen verstärkt und zusätzlich noch von einem Wehrgraben umgeben. Nur der Verlauf ihres südwestlichen Abschnitts blieb hypothetisch, dort konnten ihre Reste nicht von der Substanz der mittelalterlichen Stadtmauer unterschieden werden. Das Fundament bestand aus Bruchstein, der von einer 1,80 m breiten Kalkmörtelschicht überdeckt wurde. Ihr Kern bestand ebenfalls aus in Kalkmörtel gebundenen Bruchsteinen, Außen- und Innenseite waren mit behauenen Steinblöcken verblendet. Nach einer geraumen Zeit der Vernachlässigung wurde sie zu Beginn des 3. Jahrhunderts noch einmal umfassend restauriert.

### Türme und Tore
Die vier Stadttore an jeder Seite der Mauer befinden sich an den kurzen Seiten jeweils in der Mitte, die an den langen Seiten im südlichen Viertel der Mauer, genau so wie es schon oft an römischen Militärlagern beobachtet werden konnte. Dies konnte teilweise auch durch die archäologischen Entdeckungen bestätigt werden. Jede Seite des Kastellmauer war demnach mit einem Tor durchbrochen, deren Position sich während der Spätantike und des Mittelalters – wen überhaupt – nur geringfügig änderte. Die heutige Porte des Degrés steht mit ziemlicher Sicherheit über der Porta Pretoria des mittelkaiserzeitlichen Lagers, da sie auf den römischen Hafen ausgerichtet ist. Über eine steile, 40 m hohe Böschung („Sautoir“) gelangte man von dort zu den Docks, die etwa 200 Meter von der heutigen Küstenlinie entfernt lagen. In der Mitte des Mauerabschnitts stieß man in der Rue Saint-Jean auf die Reste von einem der quadratischen Zwischentürme (4 × 70 × 3 × 30 m). Er war in die Mauer eingebunden (d. h. ohne Baufuge) und dürfte somit gleichzeitig mit ihr errichtet worden sein.

### Innenbebauung
Das Areal des Flottenlagers war in drei Bereiche aufgeteilt. Zwischen der Porte des Degrés und der Lagerhauptstraße (Achse Rue d'Aumont bis Place de la Résistance), war die Praetentura durch die von SW nach NO verlaufende Via Pretoria (Rue du Puits d'Amour) in zwei gleich große Flächen unterteilt. Dieser Abschnitt ist wegen der modernen Straßenbelage, die die Überreste bedecken, ansonsten nur wenig bekannt. Der Straßenraster der mittleren Kaiserzeit lässt sich in den Straßenzügen der heutigen Oberstadt aber immer noch gut verfolgen. In einem Abstand von 5,50 m von der Kastellmauer entfernt, wurde die 4 m breite Wallbegleitstraße (Via sagularis) und ein parallel dazu verlaufender Abwasserkanal angelegt, sie war mit breiten Steinplatten gepflastert. Zwischen der Straße und der Mauer wurden bei Ausgrabungen einige Holzständerkonstruktionen beobachtet, sie fanden sich auf beiden Seiten des Zwischenturms. Der Raum zwischen der Mauer und der parallel dazu verlaufenden Wallbegleitstraße, war dicht mit Feuerstellen und Backöfen besetzt, wo die Soldaten ihre täglichen Rationen zubereiteten. Das Kochgeschirr der Soldaten, wie z. B. Tonschüsseln, wurden standardmäßig produziert und ihre Scherben fanden sich recht zahlreich in den Müllgruben, in denen sie entsorgt worden waren. Häufig fand man dort auch Würfel und Spielsteine, die aus Knochen ausgesägt wurden.
In der Rue Saint-Jean – im Zentrum des Lagers – wurden sorgfältiger gebaute Gebäudereste mit Hypokaust- und Mosaikboden teilweise ausgegraben, damit ihre Funktion bestimmt werden konnte. Das Kommandantenhaus (Prätorium), das am Rande der Via Principalis gegenüber der Via Praetoria errichtet worden sein muss, vermutet man unter dem heutigen Rathaus. Überreste, die möglicherweise von der Principia stammen, wurden 1980 von Archäologen in der heutigen Oberstadt beobachtet. Der Place Godefroy de Bouillon nimmt heute die Lage des großen Innenhofes ein, um den sich die Räume dieses Gebäude ordneten.
Aus dem Innenbereich kennt man insbesondere die nördliche Hälfte der Raetentura, die größtenteils mit Kasernenbauten belegt war, von denen ein Teil unter den Gärten und Gebäuden des Bischofspalastes nachgewiesen wurden. Sie breitete sich ungefähr zwischen der Rue du Château und der Porte Neuve aus. Auf jeder Seite der Rue de Lille wurden zehn oder zwölf Kasernenblocks mit einer Größe von etwa 50 × 8,10 m errichtet, deren Lehmwände auf einem Bruchsteinfundament errichtet wurden. Jeder Block bestand in klassischer Machart aus einem Kopfbau (Zenturionenunterkunft) mit drei Räumen und zehn Doppelkammern (Contubernia) für die Mannschaften, die an der Stirnseite von einem Portikus gesäumt wurden. Am südlichen Ende des Lagers, in der Prätentura, standen wahrscheinlich noch weitere Kasernenblocks, zusätzlich zu den 20 oder 24 Kasernen, die für die Raetentura vermutet werden.

## Garnison
Gesoriacum konnte eine Garnison zwischen 2.500 bis 3.000 Mann beherbergen und überflügelte damit bei weitem die Stützpunkte in Britannien. Jedoch liegen keine Hinweise auf die Anzahl des seemännischen Personals vor, die in der dort stationierten Flotte dienten. Es war zweifellos während des gesamten Zeitraums ihrer Existenz auch die Residenz des Flottenpräfekten und seines Stabes. Die Flottenbasis stellte des Weiteren eine organisatorische Ausnahme in Gallien dar. Sie war nicht Teil des kontinentalen Verteidigungssystems, sondern vielmehr Bestandteil der militärischen Infrastruktur Britanniens. Der Kriegshafen war quasi das Gegenstück zum Hafen von Rutupiae (Richborough), der im 1. Jahrhundert ebenfalls als eine wichtige Basis der Classis Britannica angesehen wurde, neben Dubris (Dover), wo ebenfalls schon zu Beginn des 1. Jahrhunderts ein Kastell errichtet wurde. Über Bononias militärische Rolle im 4. und 5. Jahrhundert existieren keine schriftlichen Quellen. Die späte Ausarbeitung der Notitia Dignitatum (um 400) könnte erklären, warum die Stadt dort nicht mehr erwähnt wird. Es wurde bislang kein spätrömisches Gebäude für militärische Zwecke identifiziert. In einigen Gräbern fand man Gürtelbeschläge die einst von Soldaten getragen worden sein könnten, die in der zweiten Hälfte des 4. Jahrhunderts oder zu Beginn des 5. Jahrhunderts dort gelebt haben. Die Archäologen fanden im Boulogne dieser Zeitperiode jedenfalls keine epigraphischen Spuren der britannischen Flotte mehr vor. In der Notitia wird ein Kastell in Marck (Marcis) erwähnt, was darauf hindeutet, dass unweit der Hafenstadt Küstenschutzkastelle existiert haben. Vielleicht diente sie eine Zeitlang als Nachschubzentrum für den gallischen Litus saxonicum, ein Küstenverteidigungssystem, das im späten 4. Jahrhundert auf beiden Seiten des Ärmelkanals eingerichtet wurde, um die römischen Küsten vor den zunehmenden Überfällen germanischer Plünderer zu schützen.
Folgende Einheiten stellten entweder die Besatzung des Kastells oder könnten sich für eine begrenzte Zeit dort aufgehalten haben:
| Zeitstellung                  | Truppenname                                                                | Beschreibung | Abbildung |
| ----------------------------- | -------------------------------------------------------------------------- | --- | --------- |
| 2. bis 3. Jahrhundert n. Chr. | Classis Britannica (Britische Flotte)                                      | Für etwa zwei Jahrhunderte sicherte dieser Flottenverband von Gesoriacum aus die Seeverbindung zu den britischen Inseln. seine Angehörigen trugen wesentlich zum Wohlstand der Zivilstadt bei, die sich im Laufe der römischen Herrschaft um den Flottenstützpunkt herum entwickelte. Es ist wahrscheinlich, dass die Aufstellung der Classis Britannica entweder auf die fehlgeschlagene Caligula-Expedition im Jahr 39 oder auf die Vorbereitungen für die Landung des Claudius in Britannien im Jahr 43 zurückzuführen ist. Die Präsenz von Flottenangehörigen in Boulogne wurde vor allem durch epigraphische Zeugnisse bestätigt. Der in Gesoriacum stationierte und im Alter von 65 Jahren verstorbene Thraex miles ex classe (schwerer Marineinfanterist) Didio diente außergewöhnlich lange – über 35 Jahre – in der Flotte. Mehrere im Stadtmuseum verwahrte Grabinschriften überliefern die Namen von Trierarchen, also jenen Offizieren, die die Kriegsschiffe befehligten, wie Publius Graecius Tertinus, ein pater trierarchus. Eine andere Grabstele vom Gräberfeld Vieil-Atre (gef. 1888), erwähnt den TR(ierarchus) Domitianus, eine Reliefplatte (gef. 1859) überliefert sogar den Namen einer Triere, der Radians, deren Besatzung ein Denkmal für Apollo oder Sol in Frencq gestiftet hatte. Daneben stieß man in Bolougne auch auf zahlreiche Ziegelstempel der CL[assis] BR[itannica]. Sie wurden seit dem 19. Jahrhundert vor allem an denjenigen Stellen gefunden, an denen die Infrastruktur der Flotte gestanden haben muss. Die Flottenbasis in Gesoriacum blieb wohl länger in Betrieb als die in Britannien. Eine in Arles gefundene Inschrift erwähnt den Saturninus, der um 240 als Trierarch ein Schiff der britannischen Flotte kommandierte, was bestätigt, dass sie zu diesem Zeitpunkt noch existierte. |           |
| 3. Jahrhundert n. Chr.        | Legio XXX Ulpia Victrix (die dreißigste Legion des Ulpius, die Siegreiche) | Im Herbst des Jahres 286 oder im Frühjahr 287 schloss sich die Garnison von Gesoriacum, darunter auch wahrscheinlich Soldaten dieser Legion, der Usurpation des Carausius an, der daraufhin ihr zu Ehren Münzen prägen ließ und um damit wohl auch ein Donativ auszahlen zu können. |           |
| 4. bis 5. Jahrhundert n. Chr. | Laeti (Germanische Verbündete)                                             | Die Truppen des Litus saxonicum, dürfte von sächsischen Verbündeten der Römer dominiert worden sein. Die dort eingewanderten Germanenvölker waren einst von Constantius Chlorus als Laeten offiziell legitimiert worden, um dort Verteidigungsaufgaben für das Reich zu übernehmen. Sie haben auch – insbesondere im Hinterland von Boulogne – ihre archäologischen Spuren hinterlassen. Die Garnisonen (Limitanei) an der gallischen Nordküste wurden am Ende des 4. Jahrhunderts – laut der Notitia dignitatum – von einem - Dux Belgicae secundae und - Dux tractus Armoricani et Nervicani kommandiert, Bononia scheint in ihren Truppenlisten jedoch nicht mehr auf. |           |

## Verwaltung
Unter Augustus wurde das Land der Moriner zu einer Civitas mit Tarvenna (Thérouanne) als Metropole neu organisiert. Während diese Stadt, die nie eine bedeutende wirtschaftliche Rolle spielte und in einer Region mit weniger Bevölkerungsdichte als die der Küste lag, nur eine mittelmäßige Entwicklung erlebte, avancierte Gesoriacum bald zur wohlhabendsten Stadt im Gebiet der Moriner. Sie scheint im 1. Jahrhundert sogar schon eine gewisse Autonomie genossen zu haben, wie die Erwähnung eines Pagus Gesoriacus annehmen lässt. Schon kurz nach der Usurpation des Carausius, wurde Bononia um die Wende des dritten und vierten Jahrhunderts zur Hauptstadt der Civitas Bononiensium erhoben. Die Stadt und ihr Umland wurde damit von der Civitas Morinorum abgetrennt. Diese Trennung führte wahrscheinlich auch zum Ende des spezifischen Status des Militärgebiets, das unter der Autorität des Flottenpräfekten gestanden hatte. Die übergeordneten Verwaltungseinheiten war zunächst die Provinz Gallia Belgica, als Diokletian 297 die Provinzen aufteilte, kam Bononia zum Gebiet der neugeschaffenen Belgica Secunda.

## Zivilstadt

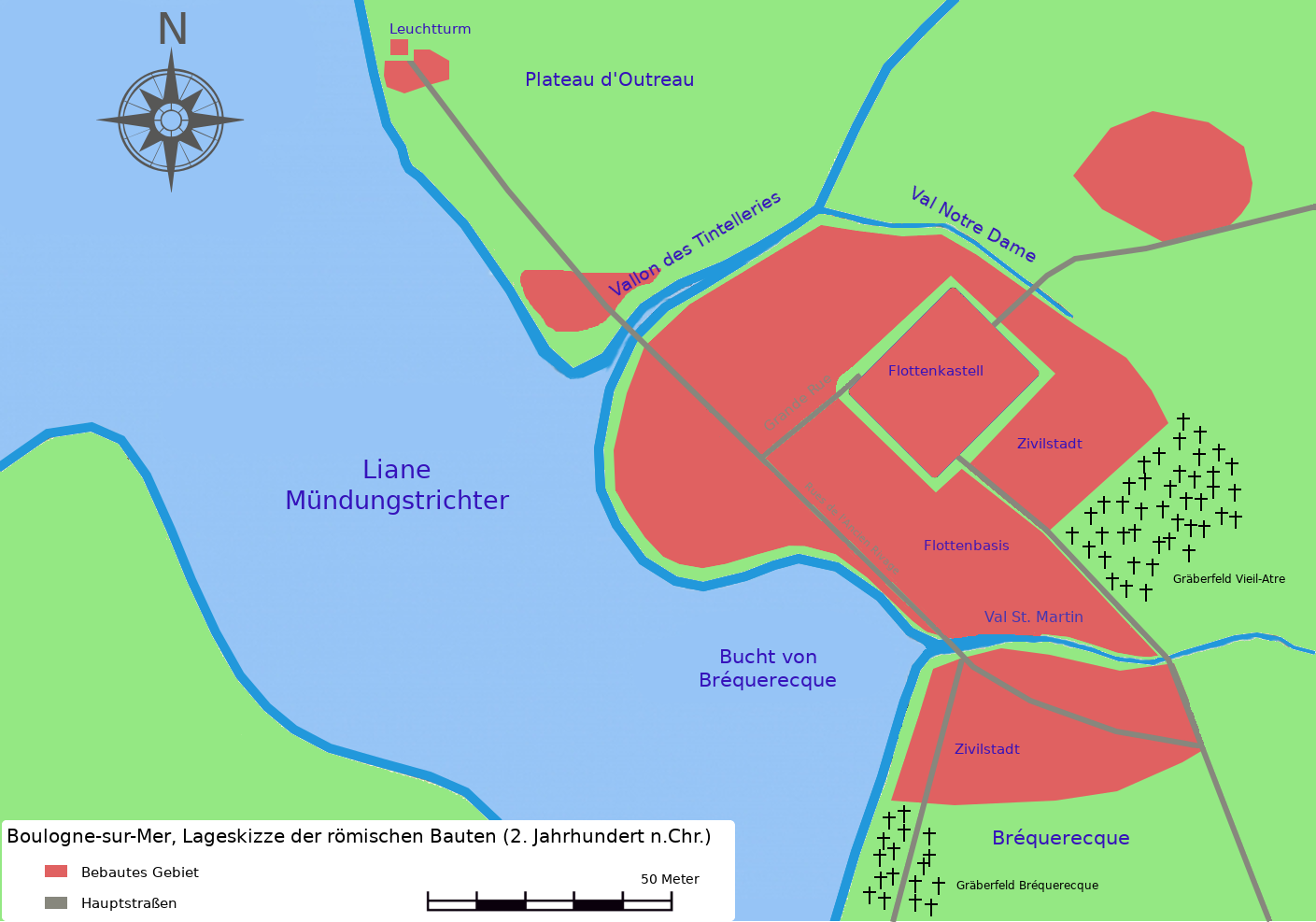
Römische Bebauungsspuren in Boulogne-sur-Mer (2. Jahrhundert n. Chr.)

Gesoriacum war eine relativ große Stadt in einer Region, in der die Urbanisierung zur Zeit der römischen Antike noch sehr unterentwickelt war.
Der Ort bestand aus drei Teilen:
- dem Hafen,
- der Unterstadt und
- der Oberstadt.

Das Zentrum der Unterstadt befand sich in der Nähe des Flussufers. Die Ausrichtung einiger mittelalterlicher und heutiger Verkehrswege lassen einen rasterförmigen Straßenplan für die Römerstadt annehmen, aber es ist nicht sicher, ob er sich über das gesamte Areal verteilte, insbesondere um den alten Hafen herum. In der frühen Kaiserzeit erstreckte sich die Unterstadt entlang der Flussmündung, bzw. um das Flottenkastell und war ca. 50 bis 60 ha groß. Wenn man die Flottenbasis ausklammert, dürfte die Zivilstadt eine Fläche von etwa 40 Hektar eingenommen haben, ihr Kern ein Areal von mindestens 10 Hektar. Dies verlieh ihr sicher auch eine gewisse regionale Bedeutung als Handwerks- und Handelszentrum. Der zivile Teil der Unterstadt etablierte sich am Nordufer der Liane. Die Wohnviertel entwickelten wohl größtenteils um die Hafenanlagen herum, die Häuser der Oberschicht befanden sich wahrscheinlich auf der Anhöhe im Nordosten, abseits der großen Sumpfgebiete. Die von der Classis Britannica errichteten Gebäude nahmen vermutlich den größten Teil der damals bebauten Fläche ein, die Unterstadt dürfte deswegen auch hauptsächlich mit Werftgebäuden und Lagerhäusern (Horreum) bebaut gewesen zu sein. Schließlich scheint die mittelkaiserzeitliche Stadt auch von keiner Mauer geschützt worden sein, was sowohl der Mangel an archäologischen Beweisen als auch ihre großflächige Zerstörung im 3. Jahrhundert nahelegen.
Um diesen Ballungsraum existierten auch einige Vororte, einer befand sich jenseits des Vallon de Tintelleries und erstreckte sich bis zum Leuchtturm. Ein zweiter befand sich an der Straße nach Calais zwischen den Quatre Moulins et Marlborough. Man vermutete einen solchen auch am Rande der Nekropole von Vieil-Atre, nahe der Rue Dringhen. Auch auf der anderen Seite der Liane-Mündung, auf der Halbinsel Outreau stand eine Siedlung, sie zählte allerdings nicht mehr zum antiken Stadtgebiet.
Nach dem Stand der archäologischen Befunde des 19. Jahrhunderts ist auch ihr Umfang rudimentär bekannt. Über die Entdeckungen aus dieser Zeit (meist im Zuge von Bauarbeiten) weiß man ansonsten nur wenig, aber Münzfunde der römischen Republik, der Kaiser Augustus, Tiberius, Caligula sowie das Vorhandensein Gallo-belgischer Keramik weisen darauf hin, dass der Kern der Zivilstadt in Bréquerecque gelegen haben muss. Das Hafenviertel scheint in römischer Zeit aber als erstes besiedelt worden zu sein. Für die Quartiere auf beiden Seiten des Flottenlagers sind jedenfalls keine Funde vor der claudisch-néronischen-Zeit bekannt geworden, was bestätigt, dass die Entwicklung dieses Teils der Unterstadt eng mit der Errichtung des Flottenlagers in Zusammenhang stand. Die Stadt der mittleren Kaiserzeit war in zwei Siedlungsschwerpunkte unterteilt. Der im Süden lag im heutigen Quartier Bréquerecque; der nördliche hatte sich neben den Flottenstützpunkt entwickelt. Dort markierte das Vallon de Notre-Dame die Grenze der Zivilstadt. Der Ortsteil Bréquerecque erstreckt sich entlang einer Nord-Süd-Achse, die heute von der Rue de Amiens markiert wird. Im Norden wird das Quartier durch den Bach im Val Saint-Martin, im Süden durch eine antike Nekropole, auf einen schmalen Landstreifen entlang des Flusses, jenseits des Place du Franc-Marché und im Westen durch die Mündung der Liane begrenzt. Die Zivilstadt erstreckte sich auch noch weiter nach Osten, wo am Südhang des Val de Saint-Martin viele ihrer Überreste gefunden wurden. Während der Ausgrabungen durch die Société d’Agriculture von 1823 bis 1828 glaubte man, dort auch Werkstättenbauten erkannt zu haben.
Nördlich des Baches im Val Saint-Martin zwingt das Plateau der Oberstadt den Flusslauf nach Westen. Die Achsen der Hauptstraßen erstreckten sich deshalb von Nordwesten nach Südosten. Nur bei zwei von ihnen ist ihr Verlauf gut belegt. Die erste folgte teilweise der Rue de l'Ancien Rivage. Sie war die Hauptstraße durch den römischen Hafenbezirk und führte direkt zum Leuchtturm, im Südosten zum alten Chemin de Waroquerie und der Rue du Chanoine Pillons. Der Chemin de la Waroquerie, heute Rue Boucher de Perthes und Rue Ansart Rault im nördlichen Teil, geht auf eine weitere römische Straße zurück. Diese Hypothese wird durch zahlreiche archäologische Funde gestützt. Sie markierte, parallel zur Rue de l'Ancien Rivage, die Grenze zwischen der Marinebasis und der Nekropole Vieil-Atre und endete an der Porte Gayole, das Osttor des Flottenkastells. Weiter östlich, auf beiden Seiten der heutigen Rue de la Porte Gayole, wurden mit Mosaiken und Fresken geschmückte Gebäude mit Hypokaustheizungen freigelegt. Westlich des Hafens ist eine dichte Bebauung bis zur Grande Rue belegt. Darüber hinaus ist dieser Teil der Stadt aufgrund des Vorhandenseins von Böschungen an der Tintelleries und der Entwicklung der mittelalterlichen und neuzeitlichen Siedlungen im südlichen Teil nur wenig bekannt. Ein Abbé Luto schrieb um 1740, dass der Plateauhang an der Südwestseite die Form eines großen Amphitheaters hatte. Weiters erwähnt er dort mehrere große Terrassen, auf denen offenbar früher Häuser gestanden hatten. Zu dieser Zeit standen am Hang des Sautoirs noch Reste von sehr alten Stützmauern, bekannt als „les murs sarrazins“. Ausgrabungen und diverse Funde bei Bauarbeiten bestätigten später die Beobachtungen des Priesters. Das Amphitheater, soferne es wirklich existierte, müsste demnach von der Flottenbasis bis zur Kastellmauer gereicht haben.
Die öffentlichen Bauten (Forum, Tempel usw.) blieben von den Grabungen der Archäologen im 19. Jahrhundert unberührt. Nur wenige der antiken Chronisten berichten über ihre Existenz. Laut Florus hätte der Feldherr Drusus in den letzten Jahren des ersten Jahrhunderts v. Chr. eine Brücke erbauen lassen. Vermutlich überspannte sie den Bach im Val de Saint-Martin, an dem Punkt, wo die Straße aus Amiens sie kreuzt. Sie ging wohl der für das Mittelalter bezeugten Brücke in Bréquerecque voraus. Ein Amphitheater soll nahe der Porte Neuve gestanden haben. Man weiß auch, dass an der Stelle, an der sich Kaiser Claudius nach Britannien einschiffte, ein Triumphbogen errichtet wurde, der wohl an der Straße nach Amiens stand, was wahrscheinlich ist, dort aber eine archäologische Grabung erfordern würde. Ein Sakralbau, der am Rande der Grande Rue entdeckt wurde, konnte auf das 3. Jahrhundert datiert werden. Wenn die beiden dort gefundenen Statuen richtig als Dadophoren identifiziert wurden, muss es sich dabei um ein Heiligtum (Mithräum) des – bei den römischen Soldaten sehr beliebten – Lichtgottes Mithras gehandelt haben. Er belegt somit die Einführung dieses orientalischen Kults in Gesoriacum, entweder durch Soldaten der Garnison oder Kaufleute aus dem Osten, die den Hafen sicher häufig frequentierten.

### Spätantike Stadt
Im letzten Viertel des krisengeplagten 3. Jahrhunderts suchten die meisten der Stadtbewohner Galliens Schutz hinter neuen und vor allem viel massiveren Wallanlagen. Auch die Bürger von Gesoriacum folgten dieser Notwendigkeit, indem sie das Oberstadtplateau mit einer neuen Mauer befestigten.
Das bebaute Stadtareal war nach den Katastrophen des dritten Jahrhunderts aber stark eingeschränkt worden, wobei die Verluste an Bausubstanz, am stärksten im Norden und Osten zu beobachten waren. Der umwehrte Kern der neuen Festungsstadt Bononia (Castrum Bononia) befand sich exakt über dem ehemaligen Flottenlager. Sie behielt den klassischen, rechteckigen Grundriss mit seinen vier Toren bei und bedeckte eine Fläche von ca. 13 ha (450 × 300 m).

#### Umwehrung
Die Stadtmauer von Bononia, war etwa drei Meter breit. Der zwischen 1227 und 1231 entstandene, mittelalterliche Wall ruht im Nordwesten und Nordosten auf den spätrömischen Fundamenten, wie punktuelle Ausgrabungen belegten; im Südwesten und Südosten befand er sich offenbar einige Meter hinter der Flucht der spätrömischen Mauer, deren dortiger Verlauf jedoch nur unvollständig bekannt ist. Die Positionen ihrer Türme und Tore konnten ebenfalls nicht alle genau bestimmt werden gehen aber wohl mit denen aus dem Mittelalter konform, auch die Fundamente der vier Altstadttore stammen noch aus römischer Zeit. Die spätantike Mauer dürfte durch halbrunde, außen angesetzte Türme verstärkt gewesen sein (nach Sondierungen auf dem Boulevard Eurvin), ähnlich denen, die bis heute erhalten geblieben sind. Die antiken Fundamente konnten über zwei Abschnitte von etwa zehn bis zwanzig Metern Länge in den Kellern der Stadtburg (Château Comtal) an der östlichen (abgerundeten) Ecke der heutigen Stadtmauer, beobachtet werden. Sie bestanden aus drei Schichten monumentaler Steinblöcke, von denen viele offenbar aus mittelkaiserzeitlichen Grabdenkmälern und Gebäuden stammten und als Spolien wiederverwendet wurden. Darüber waren noch mehrere Reihen von Bruchsteinen aufgeschichtet worden. Die spätantike Mauer wurde oft als das Werk des Carausius angesehen und mit der Gesoriacenses muri, die im dem Constantius Chlorus gewidmeten Panegyrikus erwähnt wird, hinter der „...die Bande von Rebellen...“ Zuflucht gesucht hatte, gleichgesetzt. Nach dem letzten Kenntnisstand der Archäologie (Ausgrabungen in der Rue Saint-Jean und im Keller der Stadtburg) dürfte sie aber schon zwischen 273 und 274 entstanden sein. Diese Ansicht stützt sich primär auf Münzfunde, die aber möglicherweise noch lange nach ihrer Emission im Umlauf waren. Einige Spolien und Steine aus dem spätantiken Wall wurden neben der Porte Neuve aufgeschichtet und mit einer Informationstafel versehen.

#### Innenbebauung
Über die Innenbebauung des 4. Jahrhunderts weiß man so gut wie nichts, von den Gebäuden dieser Zeitperiode wurden nur wenige Überreste genauer untersucht. Im Zentrum der Raetentura waren auf den Steinfundamenten der früheren Kasernen einfachere Holz-Lehmgebäude errichtet worden, es sind die einzigen bekannten Konstruktionen aus dieser Zeitperiode. Im spätantiken Wehrgraben fanden sich Münzen des gallischen Kaisers Tetricus (271–274), darunter auch Fälschungen, die nach seinem Sturz noch im Umlauf waren. Es ist daher wahrscheinlich, dass sie dort von den ersten Bewohnern der spätantiken Stadt verloren wurden. Die Unterstadt bedeckte eine Fläche von etwas mehr als 30 Hektar, das war ungefähr die Hälfte der Fläche, die sie während ihrer größten Ausdehnung zur mittleren Kaiserzeit einnahm. Die Ausdehnung ihrer Vorstädte kann man nur anhand der sie umgebenden Nekropolen erahnen. Über ihre Grenzen hinaus scheint sich die Bebauung zwischen dem Vallon de Tintelleries und dem Tour d'Odre, wo 1839 auch ein antikes Grab gefunden wurde, konzentriert zu haben, wobei deren Bewohner ein eigenes Gräberfeld an den Hängen des Mont à Cardons angelegt hatten. An der Straße nach Calais wurden zudem weitere Überreste aus der Römerzeit und eine merowingische Nekropole beobachtet, letztere spricht für die Siedlungskontinuität bis zum Mittelalter. Südlich des Val Saint-Martin hatte sich in Bréquerecque noch ein kleiner Rest der alten Zivilstadt erhalten.

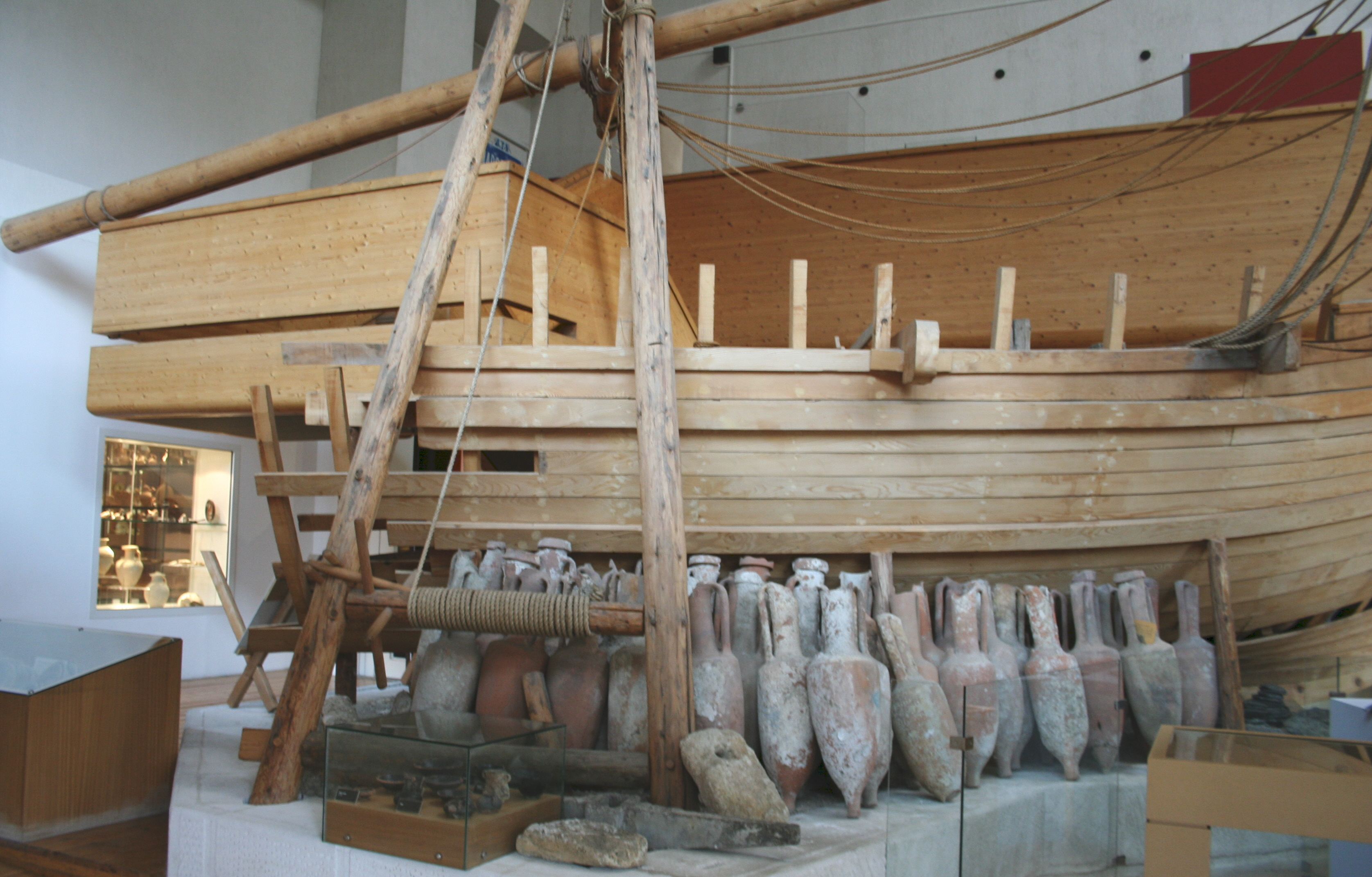
Rekonstruktion eines antiken Frachtschiffes nach dem Wrackfund der Laurons 2 (Anse de Fos), dem bisher einzigen bekannten römerzeitlichen Schiff, von dem auch das Heck erhalten ist (zwischen 160 und 180 n. Chr.), davor mehrere Amphoren, Musée d’Histoire de Marseille du centre Bourse

## Hafen

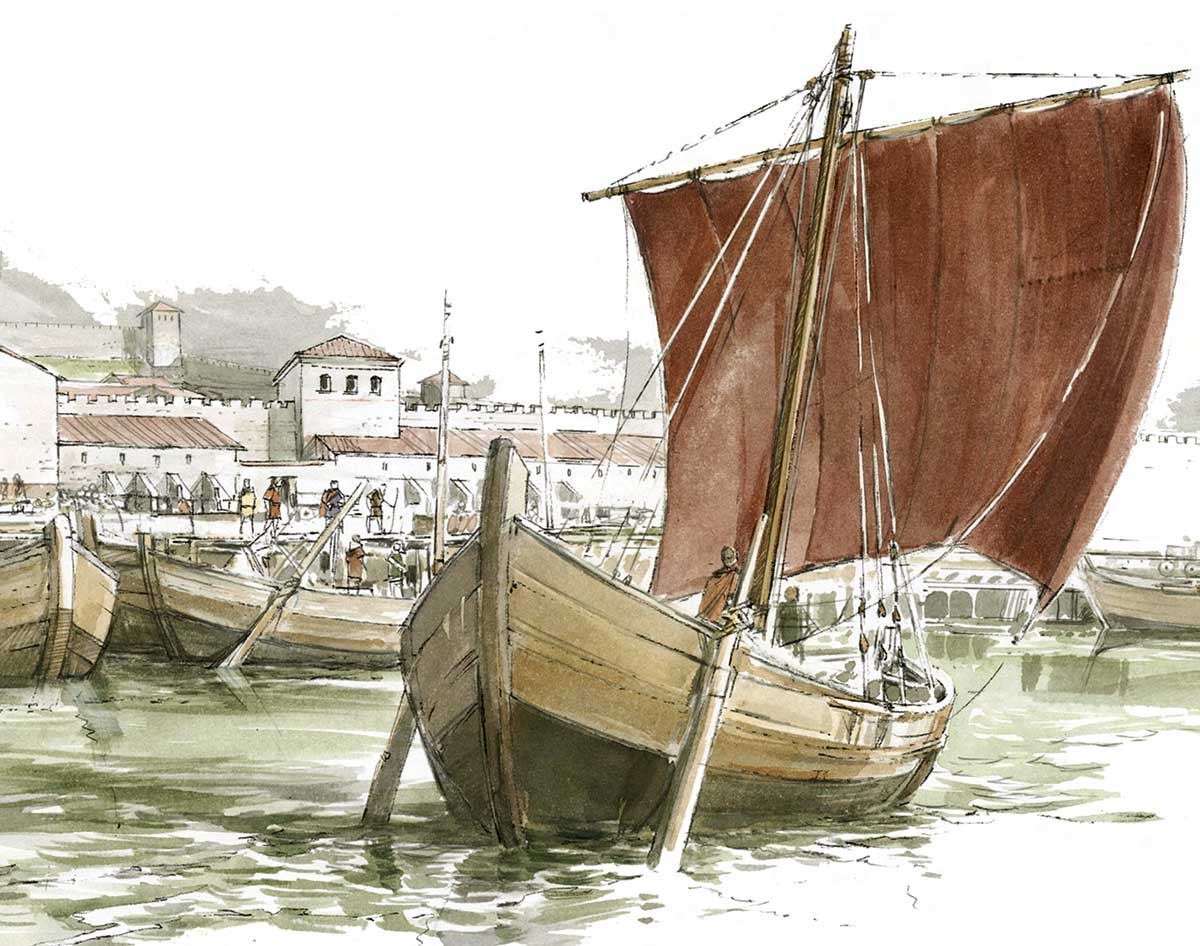
Hafenszene Gesoriacum

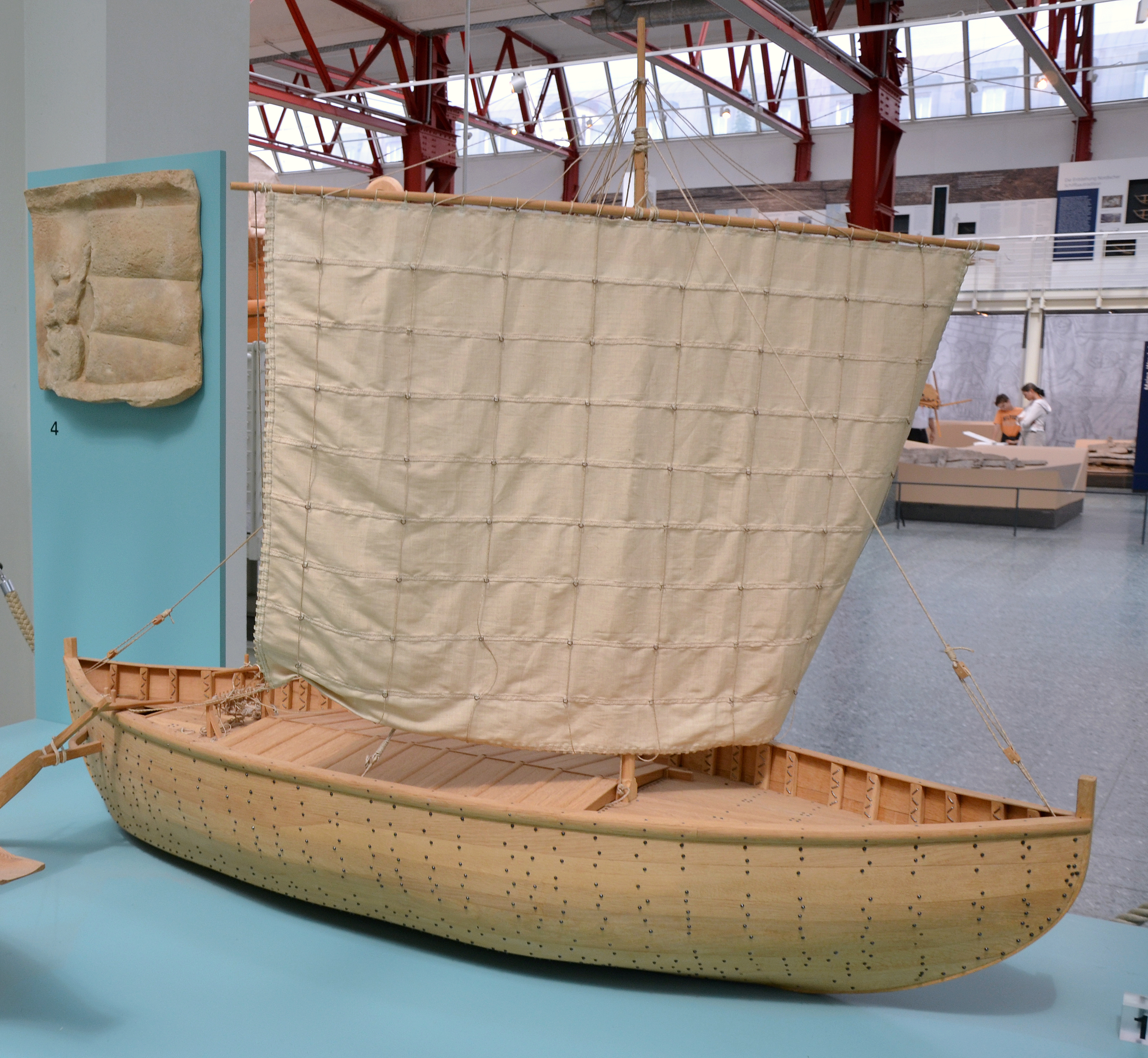
Modell eines römischen Frachtseglers, basierend auf dem Oceanus Mosaik aus Bad Kreuznach (Museum für Antike Schifffahrt, Mainz)

Cäsars Portus Itius befand sich vermutlich relativ isoliert auf der Halbinsel Outreau, die nur durch eine schmale Landverbindung im Süden mit dem Hinterland verbunden war. Die damalige Küstenlinie mit einer großen Bucht, die vor den Seewinden geschützt war, untermauert diese Hypothese. Um in die Mündung der Liane zu gelangen, durchfuhren die Schiffe eine Meerenge, die sich zwischen den Klippen von Odre und Châtillon öffnet. Der römische Hafen etablierte sich am rechten Ufer der damals noch 800 m breiten Flussmündung, mutmaßlich in der Bucht von Bréquerecque. Das Terrain war dort weniger hoch und weniger steil als auf der Outreau. Zudem bot dieser Standort bessere Anlegemöglichkeiten, da sie wesentlich leichter zugänglich waren. Historiker vermuten den römischen Kriegshafen entweder im Tintelleries-Tal, in dem sich später auch der mittelalterliche Hafen befand, oder ebenfalls in der Bucht von Bréquerecque, die sich südlich der heutigen Rue Nationale öffnete, aber während des Mittelalters verlandete und im 17. Jahrhundert entwässert wurde. Die Verteilung der Fundorte der Ziegelstempel lassen annehmen, dass der etwa 25 ha große Flottenstützpunkt das Areal zwischen der Rue de l'Ancien Rivage und der Rue de Boucher de Perthes einnahm. Beide folgten auch den antiken Straßenverläufen. Das Val Saint-Martin begrenzte ihn im Süden, die Ausdehnung nach Norden konnten noch nicht festgestellt werden. Dieser Standort wird auch durch die Entdeckung von Gebäuderesten in der Nähe der Rue de la Port Gayole und der Rue Saint-Marc bestätigt. Auch die Existenz eines Handelshafens im Vallon de Tintelleries kann nicht ausgeschlossen werden. Nach Ansicht der Archäologen des 19. Jahrhunderts befanden sich die antiken Schiffsanleger an der Nordseite der heutigen Rue National. Ein Lagerhaus (Horreum), das unmittelbar vor dem südlichen Hafenwall stand, wurde ebenfalls 1992 teilweise ergraben, ebenso die Mauerecke eines anderen antiken Gebäudes, das vielleicht ein Bootshaus gewesen sein könnte. Wahrscheinlich stand dort eine Werft die auch über Trockendocks verfügte.

### Hafenbefestigungen
Von der Südwest- bzw. Südostecke der Oberstadtbefestigung gingen Flügelmauern aus, die bis zum Hafen reichten. Der – wohl ebenfalls spätrömische – Hafenwall von Bononia schloss wahrscheinlich den größten Teil des früheren Flottenstützpunkts mit ein und umwehrte eine Fläche von etwa sechs Hektar. Der Verlauf dieser Befestigung, die im 19. Jahrhundert entdeckt wurde, konnte bislang nicht exakt bestimmt werden. Etwas besser bekannt ist der westliche Mauerabschnitt, der ca. zwei Meter breit war. Ihr Anschluss an die Stadtmauer wurde parallel zur heutigen Grande Rue, beobachtet. Welche von den beiden Mauern (Stadt oder Hafen) als Gesoriacences muri bezeichnet wurde, die im schon erwähnten Panegyrikus aufscheint, ist unklar. Sie könnte erst zwischen 286 und 293 von Carausius in Auftrag gegeben worden sein, oder von Constantius bald nach der Einnahme der Stadt. Die Existenz der Hafenbefestigung konnte 1992 durch die Entdeckung eines Mauerabschnitts mit viereckigem, innen angesetzten Zwischenturm (parallel zum ehemaligen Flottenlager) bestätigt werden.

### Leuchtturm

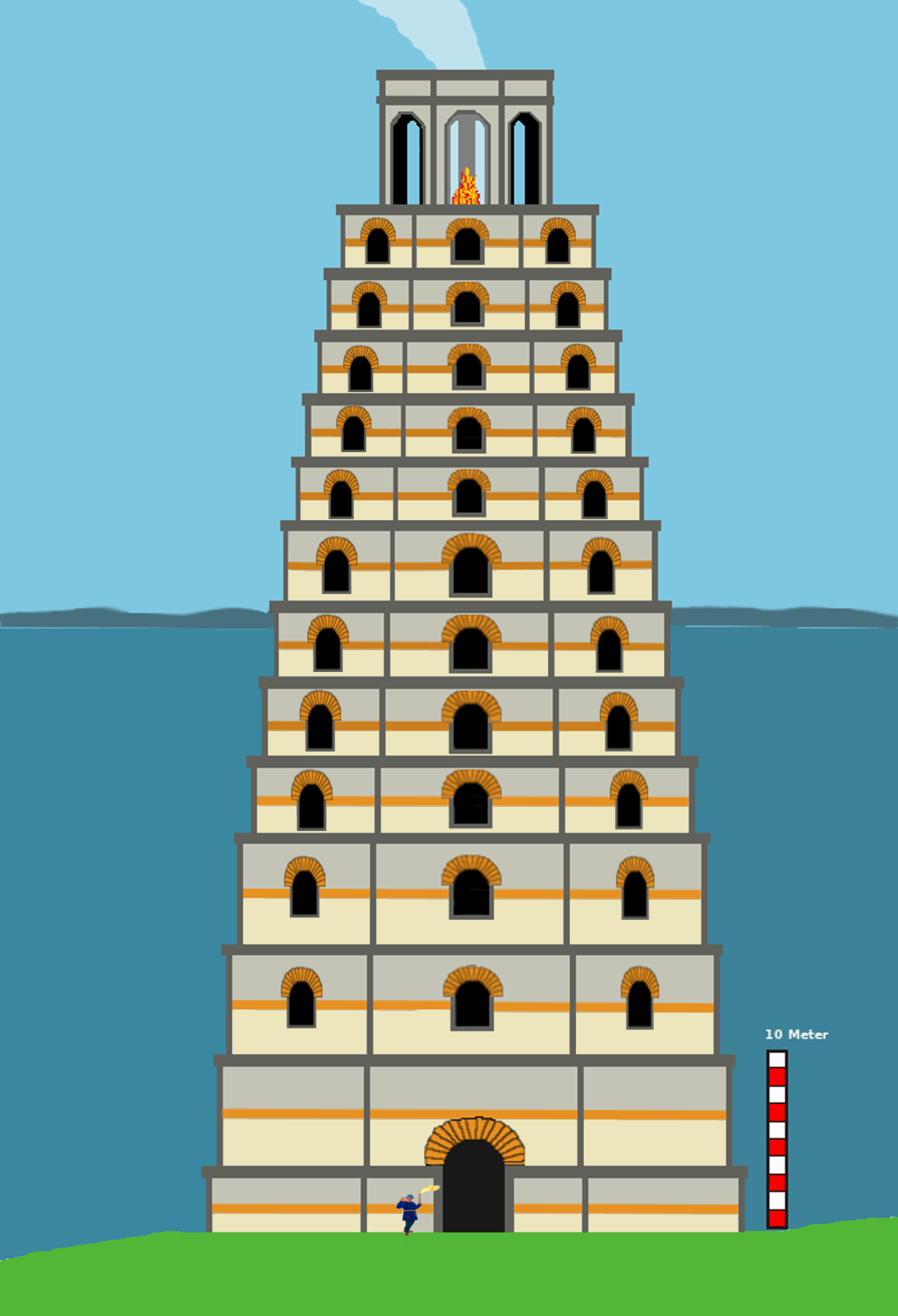
Tour d'Odre, Rekonstruktionsversuch nach Duviert, 1611, und de Montfaucon (Zustand im 4. Jahrhundert)

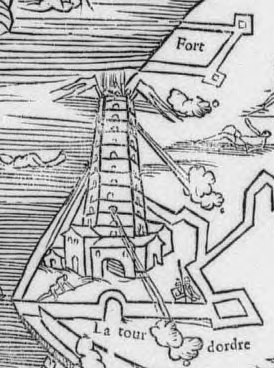
Ausschnitt aus einer Karte von Boulogne, gezeichnet vom französischen Kartographen Pierre Haultin, Mitte des 16. Jahrhunderts, mehrere Festungen sind darauf zu sehen, darunter der römische Leuchtturm am nördlichen Eingang des Hafens (Collection d'Anville)

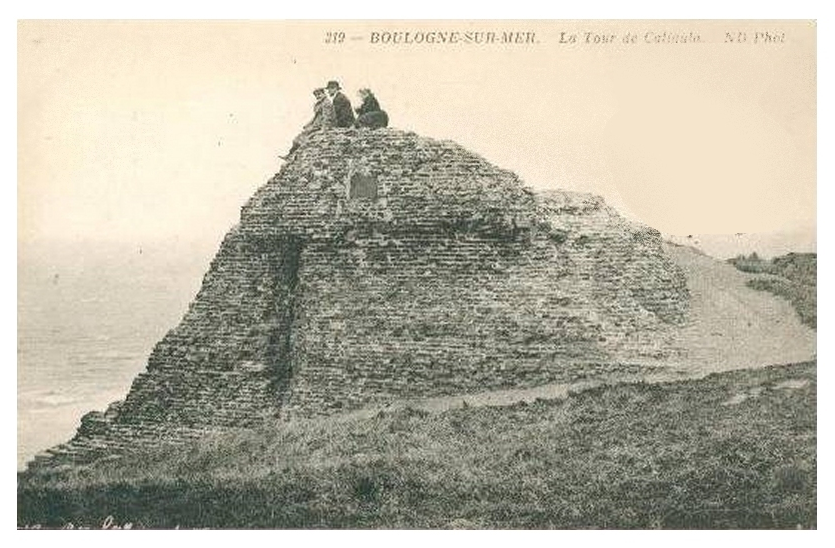
Turmruine um 1905

Der Leuchtturm von Gesioracum war auch als sog. Tour d'Ordre bekannt, der etwas außerhalb der Stadt, im Nordwesten auf der Outreau-Klippe stand, dort, an der Stelle, an der sich heute das Calvaire des Marins befindet. Sein alter Name soll Ordrans gelautet haben, wie es in der Vita des Folenin, dem Bischof von Terrouenne, überliefert wurde. Ordrans leitet sich von Ordans ab, dies führt in weiterer Folge zu Turris Ordans/Turris Ordensis oder Turris Ardens/Turris Ardensis, der „brennende Turm“ oder auch „Feuerturm“. Der heutige Ortsname „Odre“ könnte sich entweder vom benachbarten, „Hosdre“, oder -ursprünglich- vom keltischen Wort aod, was „Ufer, Küste“ bedeutet, herleiten.
Ob er schon im Jahr 39 entstand ist umstritten. Kaiser Caligula (37–41) soll in diesem Jahr „… einen sehr hohen Turm, der an seinen Sieg erinnert, in dem jede Nacht Feuer leuchten sollten, wie der des Pharos von Alexandria …“ errichtet haben, der auch aus anderen antiken Beschreibungen bekannt ist. Die Identifikation als Pharos des Caligula gilt als hochproblematisch, da seine Steinverblendung sich mit Ziegelreihen abwechselte, eine Bautechnik, die in der ersten Hälfte des 1. Jahrhunderts n. Chr. noch nicht angewendet wurde und sich erst im 2. Jahrhundert in Gallien verbreitete. Neueren Forschungen zufolge soll das Bauwerk sich tatsächlich in Lugdunum Batavorum befunden haben, als Denkmal für die Herrlichkeit Roms und des Kaisers gegenüber der noch ungezähmten Britannia. Sueton berichtet, dass der Imperator dort im Jahr 40 n. Chr., nach der fehlgeschlagenen Invasion Britanniens, seinen Bau in Auftrag gab, Boulogne scheidet somit als Standort höchstwahrscheinlich aus, da es dort keinerlei Belege für größere römische Aktivitäten in der fraglichen Zeitperiode gibt. Möglicherweise entstand er erst in der Regierungszeit der Kaiser Trajan (98–117) oder Hadrian (117–138) und war bis zur Auflösung des Weströmischen Reiches Mitte des 5. Jahrhunderts in Verwendung. In der Folgezeit zunächst aufgegeben, wurde er, laut dem fränkischen Chronisten Einhard, auf Anordnung Kaiser Karls des Großen (800–814) zwischen 810 und 811 wieder in Betrieb genommen. Karl reiste damals nach Boulogne, um dort eine Flotte zu inspizieren, die er gegen die Normannen aufstellte. Er besichtigte dabei auch den römischen Leuchtturm, da seine Spitze eingestürzt war und er seine große Bedeutung für die Schifffahrt im Kanal erkannte, ließ er ihn wiederherstellen. Gleichzeitig ordnete er an, dort während der Nachtstunden für einlaufende Schiffe ständig ein Feuer zu unterhalten. Als Vorbereitung auf einen Angriff englischer Truppen befahl der Gouverneur von Boulogne, La Fayette, zwischen 1533 und 1534, den Leuchtturm mit einer Mauer zu befestigen, die mit vier Bastionen verstärkt und aus Ziegeln erbaut waren. Zusätzlich hob man einen umlaufenden Graben aus, der die Annäherung erschweren sollte. Auch die oberen Stockwerke des Leuchtturms waren im Laufe der Zeit verändert worden, so dass er von weitem gesehen etwas gekrümmt erschien. Die Engländer nannten ihn deshalb auch „Old Man of Bullen“. Zu dieser Zeit wurde er nur mehr als Wach- und Beobachtungsturm genutzt. 1544 wurde er von den Engländern besetzt, die seine Befestigungen modifizierten. Nachdem er wieder an die Stadt übergeben worden war, begann er rapide zu verfallen. Zudem wurde am Fuß der Klippe ein Steinbruch betrieben von wo aus Baumaterial nach Holland und benachbarte Städte geliefert wurde. Die dadurch erheblich beschleunigte Erosion (im Jahre 1545 war er nur mehr 200 Faden vom Rand der Klippe entfernt) führte schließlich gegen Mittag des 29. Juli 1644 zum Abbruch eines Teilstücks der Klippe, wodurch auch fast der gesamte Turm ins Meer stürzte. Seine letzten Überreste wurden erst 1932 beseitigt. Im heutigen Boulogne-sur-Mer, nahe dem heutigen Boulevard Sainte-Beuve, erinnert noch die „Rue de la Tour d'Odre“ an ihn.
Laut den Beschreibungen in den literarischen Quellen und der Ikonographie hatte er einen achteckigen Grundriss und war bis zu zwölf Stockwerke hoch. Deren Umfang verringerte sich nach oben hin und gab ihm damit ein teleskopartiges bzw. kegelförmiges Aussehen, womit er dem Pharos in Dover ähnelte. Das Fundament war nur 1,82 m tief, das erste Stockwerk hatte einen Durchmesser von 68,3 m und jede seiner Seiten war 8,53 m lang. Der Umfang des letzten betrug 12,2 m und die Seiten 1,5 m. Jedes Stockwerk hatte eine Art Balkon und in jedem Winkel des Achtecks befand sich eine Zugangstür, insgesamt 96, ausschließlich derjenigen, die zur Laterne an der Spitze führte. Er dürfte ursprünglich (mit Laterne) eine Höhe zwischen 40 und 60 m erreicht haben. Sein Mauerwerk war in Gussmauertechnik (opus caementitium) mit vorgeblendeten Quadern, hochgezogen worden. Die Außenverblendung war laut dem Bericht eines Dominikanermönchs aus dem 17. Jahrhundert, Abbé de Montfaucon, dreifarbig gestaltet um so wohl einen polychromen Effekt zu erzeugen: Zuerst drei graue Steinreihen, dann zwei Schichten gelblichen Steinmaterials und über diesen ein Ziegelband. Die Anordnung dieser Materialien erfolgte über die gesamte Fassade des Gebäudes. Er stand auf einer 30 m hohen Klippe, damit war sein Leuchtfeuer bei gutem Wetter aus 50 Kilometern Entfernung sichtbar. Es wurde weiters eine Beschreibung von Bucherius und eine Zeichnung von Joachim Duviert aus dem Jahr 1611 überliefert. Man nimmt an, dass die Schiffe, wie in Dover, ebenfalls von zwei Leuchttürmen in den Hafen geleitet worden waren. Der zweite Turm stand wahrscheinlich an der Nordspitze der Halbinsel Outreau.

## Schiffspassagen
Seereisen waren zur Zeit der römischen Antike noch ein relativ gefährliches Abenteuer und die Westküste Galliens galt lange als das Ende der bekannten Welt. Die Legionäre von Kaiser Claudius weigerten sich am Vorabend seiner Invasion Britanniens im Jahr 43 n. Chr. ihre Schiffe zu besteigen. Obwohl Julius Cäsar schon 55 v. Chr. bewiesen hatte, dass die Überquerung des Ärmelkanals, auch für eine große Armee, kein Ding der Unmöglichkeit war. Trotzdem befürchteten viele von Claudius’ Soldaten wohl immer noch, dass jeder, der nach Britannien wollte, Gefahr lief dabei vom Rand der Welt zu fallen. Auch für diejenigen Reisenden, die schon öfters das Mittelmeer befahren hatten, waren die unwirtlichen Wetterbedingungen im Ärmelkanal eine gänzlich neue Erfahrung. Der Oceanus Britannicus war für seine tückischen Gewässer mit massiv auftretenden Gezeiten und Strömungen, oft gepaart mit heftigen Stürmen, berüchtigt. Der Kanal und die Nordsee sind zudem im Winter viel anfälliger für Starkwinde als die stürmischste Region des Mittelmeers. Obwohl sich dieses Risiko während der Sommermonate erheblich reduziert, deuten die heute dort noch vorherrschenden Wetterbedingungen darauf hin, dass Segelschiffe, die im Juli in den Gewässern zwischen England und Frankreich kreuzen, immer wieder von plötzlich auftretenden, oft orkanartigen Winden überrascht werden und dabei auch kentern können. Im Mittelmeer sind die Gezeiten kaum wahrnehmbar, im Gegensatz zur Kanalküste, wo sie zweimal täglich zwischen 1,5 und 14 Meter steigen und fallen können. Die römischen Werften mussten wegen dieser, wesentlich raueren Bedingungen spezielle Schiffe auf Kiel legen, die ihnen besser standhalten konnten. Sie wurden mit einem hohen Bug und Heck konstruiert, um sie so besser vor schweren Hochseebrechern zu schützen. Sie verfügten aber auch über flache Böden, die es ihnen ermöglichte, in die seichten, tief eingeschnittenen Flussmündungen einzufahren und auch bei Ebbe auszulaufen.
Im Hafenviertel von Gesoriacum fand sich ein Reisender inmitten eines geschäftigen Treibens wieder: dort legten jeden Tag zahlreiche Handels- und Kriegsschiffe an den Kais an, in den Werften, Docks, Kontoren und Lagerhäusern wurde oft bis in die tiefen Nachtstunden gearbeitet. Die Überquerung des Oceanus erforderte zudem eine gewisse Flexibilität. Es gab noch keinen fahrplanmäßig organisierten Fährbetrieb wie wir ihn heute kennen. Für die Überfahrt musste man selbst ein dafür geeignetes Schiff finden. Ungünstiges Wetter konnte die Abfahrt für längere Zeit hinauszögern. Noch dazu wurde an den „dies nefasti“ (Unglückstagen); wie der 24. August, 5. Oktober und 8. November grundsätzlich nicht in See gestochen. Sobald dies alles geklärt war, wurden die „modalitas“ mit dem Kapitän des Schiffes, dem Magister Navis, ausgehandelt. Die damaligen Schiffe dienten aber in erster Linie dem Warentransport und waren nicht für die Mitnahme von Passagieren ausgelegt. Es gab keine Kajüten, viele verfügten, wenn überhaupt, über einen kleinen, hüttenartigen Aufbau, oder gar nur mit einer Zeltplane notdürftig abgedeckten Unterstand am Achterdeck die aber meist dem Kapitän vorbehalten waren. Die Mannschaft suchte sich zwischen Ausrüstung und Frachtgut am Oberdeck einen Schlaf- oder Ruheplatz, wenn Zeit dafür war, ebenso die Mitfahrer. Vor dem Auslaufen wurde für gewöhnlich im Hafentempel ein Brandopfer für die – für die Seefahrt zuständigen – Schutzgötter dargebracht. Größere Schiffe hatten möglicherweise dafür auch einen eigenen kleinen Altar Bord. Wenn die Vorzeichen nicht günstig waren, verzögerte sich auch schon mal das Auslaufen. Der besonders um seinen persönlichen Schutz besorgte Reisende könnte sich in diesem Fall noch zusätzlich an Mercurius, den Gott der Händler und Reisenden, gewandt haben. Julius Caesar schrieb, Mercurius sei damals der populärste Gott in Gallien und Britannien gewesen. Weiteren Schutz bot nach dem damaligen Glauben das Tragen einer Brosche, auf der ein Hahn dargestellt war, denn dieses Tier begrüßte jeden neuen Tag als erstes und wurde mit diesem Gott assoziiert.
Die Entfernung von Gesoriacum nach Rutupiae (Richborough, Kent) wird im Itinerarium Antonini mit 450 Stadien, d.s. 56,25 römischen Meilen, angegeben. Dies war die kürzeste Schiffsroute nach Britannien. Es wird angenommen, dass sie tatsächlich nur 350 Stadien betrug, aber die Notwendigkeit, durch Gefahrenstellen im Kanal zu navigieren, könnte der Grund für die zusätzlich angegebenen Stadien gewesen sein. Je nach Wetter konnte die Fahrt nach Britannien sechs bis acht Stunden dauern.

## Wirtschaft
Die wirtschaftliche Expansion von Gesoriacum während der ersten beiden Jahrhunderte unserer Zeitrechnung strahlte auch weit in ihr Umland aus. Die römischen Befunde in Sangatte, Wissant, Wimereux, Étaples zeugen von einem gewissen Wohlstand in diesen kleinen Häfen, die sicher ebenfalls am Handelsverkehr mit Britannien ihren Anteil hatten. In den Küstenstädten Ambleteuse, Calais, Wimereux, Sangatte und Etaples, wurden Münzhorte entdeckt. Die Entdeckung weitläufiger Vici zwischen Dourges, Hénin-Beaumont und Noyelles-Godault und Landvillen verdeutlicht die Dynamik landwirtschaftlicher und handwerklicher Aktivitäten wie die der Töpferwerkstätten in Labuissière (eine der größten dieser Art in der Region). Auch Ardres oder Conchil-le-Tempel genossen erwirtschafteten sich einen großen Wohlstand, indem sie sich auf die Gewinnung von Meersalz spezialisierten.
Zudem waren die Täler der Aa, Canche, Ternoise und Authie ebenfalls schon dicht besiedelt (Lumbres, Watten, Brimeux, Auxi-le-Château, Herlin-le-sec, Gouy-Saint-André). Die Entwicklung der Stadt förderte auch das lokale Handwerk und das Baugewerbe. Die Archäologie liefert hiefür zwei Beispiele. Ziegel und Platten mit CL BR-Stempel wurden in Sainte-Gertrude in der Nähe von Desvres unweit der Thérouanne-Straße geborgen. Es ist sehr wahrscheinlich, dass die Flotte dort eine große Ziegelei betrieb, die Gesoriacum auch mit Keramikprodukten aller Art versorgte. Die Marquise-Steinbrüche wurden vor Ende des 1. Jahrhunderts in Betrieb genommen, um das Steinmaterial für die Infrastruktur der Stadt bereitzustellen. Viele der antiken Statuen, Statuetten, Reliefs, Stelen die man z. B. in Marquise, Boulogne und Frencq, fand, wurden aus Marquise-Oolith gehauen. Ein großer Teil des Handels wurde auch später noch über den Hafen von Bononia und den benachbarten Küstenhäfen abgewickelt. Die aus Britannien importierte Keramik ähnelte der regionalen Produktion ab dem dritten Jahrhundert, Oxford-Sigillata wurde noch in einigen Bestattungen des 4. Jahrhunderts gefunden. Auch das Vorhandensein zahlreicher Zinnschalen in den Nekropolen und Bleisärgen an der gallischen Küste, insbesondere in Boulogne, bestätigt die engen Handelsbeziehungen zur britischen Insel, einer Region, die diese Metalle förderte und ins ganze Reich exportierte. Auch die Handelsrouten aus dem Landesinneren endeten nach wie vor in Bononia, wo die spätrömischen Gräber Argonnensigillata, Keramik rheinischen Ursprungs und insbesondere Glaswaren enthielten, von denen das bekannteste Stück ein Kelch ist, der das Opfer Abrahams darstellt. Sie zeugen von einem gewissen Wohlstand der Hafenstadt bis in die Spätantike. Im krisenhaften 3. Jahrhundert wurde der Handelsverkehr mit Britannien stark reduziert, was viele der gallischen Hafenorte ruinierte. Unter all den Übeln, die damals den Norden Galliens trafen, waren die Überfälle der Sachsen und Franken (ab 250) besonders verheerend, da sie ab da regelmäßig die Kanalküste plünderten. Münzhortfunde und das Vorhandensein einer großen Menge an Argonne-Keramik zeugen aber von wirtschaftlichen Beziehungen zu Ostgallien in dieser Zeit. Nach dem gegenwärtigen Stand der Forschung ist es schwierig zu sagen, ob das Umland der Stadt nach dem katastrophalen dritten Jahrhundert völlig entvölkert war. Einige Landvillen, wie die in Hamblain-les-Près, wurden schwer beschädigt, andere hingegen (mit neuer Funktion) wieder aufgebaut. Die Region um Bononia scheint aber erst unter der Herrschaft von Konstantin I. um die Jahre 320-330 wieder auf Dauer befriedet worden zu sein. Viele der zerstörten galloromanischen Landvillen wurden damals wieder renoviert und auch der Münzumlauf kam wieder in Gang, da (besonders unter Julian Apostata) der Handel mit der Insel einen neuen Aufschwung nahm. Einige bei Tardinghen gefundene Münzen aus der Zeit Konstantins I. wurden in Londinium (London) geprägt und sind ebenfalls ein starkes Indiz für die Wiederaufnahme des Britannienhandels zur damaligen Zeit. Eine kürzlich von Jean-Marc Doyen und Jean-Patrick Duchemin durchgeführte Studie über ein Kompendium von 342 Münzen die an acht Grabungsstellen in Boulogne-sur-Mer geborgen wurden, zeigte einmal mehr, dass die Hafenstadt auch in spätrömischer Zeit Schauplatz anhaltender wirtschaftlicher Aktivitäten war. Sowohl in der Tetrarchie, in den Jahren 280-290 während der Usurpation des Carausius, Mitte des vierten Jahrhunderts und noch einmal unter der Valentinianischen Dynastie.

## Gräberfelder
Die am Rande der Zivilstadt angelegten Bestattungsplätze befanden sich in Bréquerecque und Vieil-Atre. Letzteres lag am Nordhang des Val Saint-Martin und erstreckte sich von Chemin de la Waroquerie bis nördlich der Rue Dringhen. An einigen Stellen wurden dort drei Schichten sich überlagerter Brandbestattungen gefunden, was von einer sehr langen Nutzung des Gräberfeldes zeugt. Die Praxis der Einäscherung von Verstorbenen lässt sich von den Anfängen der Stadt bis etwa 275 verfolgen. Der Übergang von Brand- zu Körperbestattungen ermöglichte es, die Entwicklung der beiden Nekropolen Bréquerecque und Vieil-Atre über die Zeit der römischen Herrschaft nachzuverfolgen. Deren Ausbreitung unterschied sich am Ende des 4. Jahrhunderts deutlich von der im mittleren Kaiserreich. In Bréquerecque hatte sich das Gräberfeld nach Westen zur Liane und nach Norden nach Franc-Marché vergrößert. Es bedeckte die Ruinen der im 3. Jahrhundert niedergebrannten nördlichen Zivilstadt. Beim Gräberfeld von Vieil-Atre lag die Sachlage etwas anders. In westlicher Richtung reichten die Bestattungen über den Chemin de la Waroquerie, die Ruinen des ehemaligen Flottenstützpunkts bis zur heutigen Rue de la Porte Gayole. Im Norden berührten sie schon die Mauer der Oberstadt, von Porte Gayole bis zum Stadtrand am Porte de Calais. Die südlichen und östlichen Grenzen der Nekropole sind hingegen weniger klar. Eine dritte Nekropole, deren Ausdehnung jedoch nicht bekannt sind, wurde an den Hängen des Mont à Cardons rund um den heutigen Place de Picardie beobachtet. Es markierte wahrscheinlich die nördliche Grenze des spätrömischen Siedlungsgebiets. Unfälle oder Krankheiten beendeten manchmal das Leben der Seeleute oder ihren Familienangehörigen lange vor Erreichen eines mittleren oder hohen Alters, wie die Texte der Grabsteine berichten. Am bewegendsten ist ein Epitaph, den der Trierarch Domitianus für das Grab seiner beiden Kinder gestiftet hat. Die älteste dieser Stelen stammte vom Grab eines Freigelassenen (Libertus), Tiberius Claudius Seleucus, der von Claudius oder Nero in die Freiheit entlassen wurde, höchstwahrscheinlich stammte er aus dem griechischen Osten des Reiches.